# Muzeul Național al Bucovinei
Muzeul Național al Bucovinei (cunoscut simplu ca Muzeul Bucovinei, în trecut Societatea Muzeul, Muzeul orășenesc Suceava, Muzeul Regional al Bucovinei, Muzeul Regional Suceava, Muzeul Județean Suceava, Complexul Muzeal Bucovina) este principala instituție muzeală din județul Suceava. Aceasta funcționează într-o clădire construită între anii 1902–1903, în stilurile neoclasic și baroc, situată pe strada Ștefan cel Mare nr. 33, în centrul municipiului Suceava.
Clădirea Muzeului Bucovinei a fost inclusă, sub denumirea de „Fosta prefectură, azi Complexul Muzeal Bucovina”, pe Lista monumentelor istorice din județul Suceava din anul 2004, având codul de clasificare  SV-II-m-B-05480.

## Clădirea muzeului

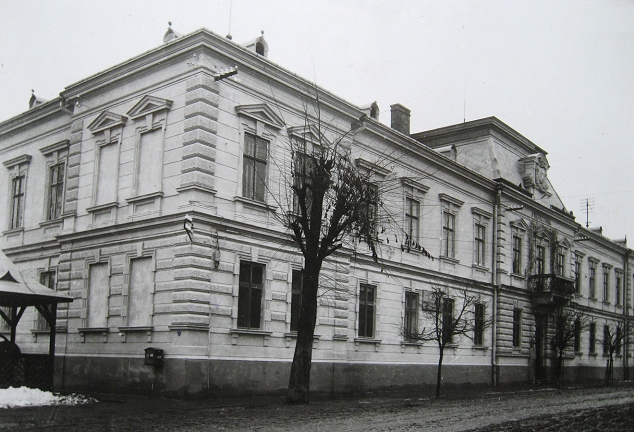
Clădirea în perioada interbelică, când servea ca sediu al Prefecturii județului Suceava

### Istoric
Clădirea care în prezent găzduiește sediul Muzeului Bucovinei și secțiile de istorie și de artă ale acestuia a fost construită la începutul secolului al XX-lea, în perioada în care primar al Sucevei era Franz Des Loges, după planurile arhitectului austriac Julius Bochner. Lucrările la noul edificiu încep în primăvara anului 1902, fiind finalizate în aprilie 1903. Inițial, destinația edificiului este de sediu administrativ al Căpităniei Districtuale (Kreisamt) Suceava. Pe lângă rolul de sediu al Căpităniei Districtuale în Ducatul Bucovinei, clădirea mai adăpostește Oficiul poștal și telegrafic și pe cel vamal.

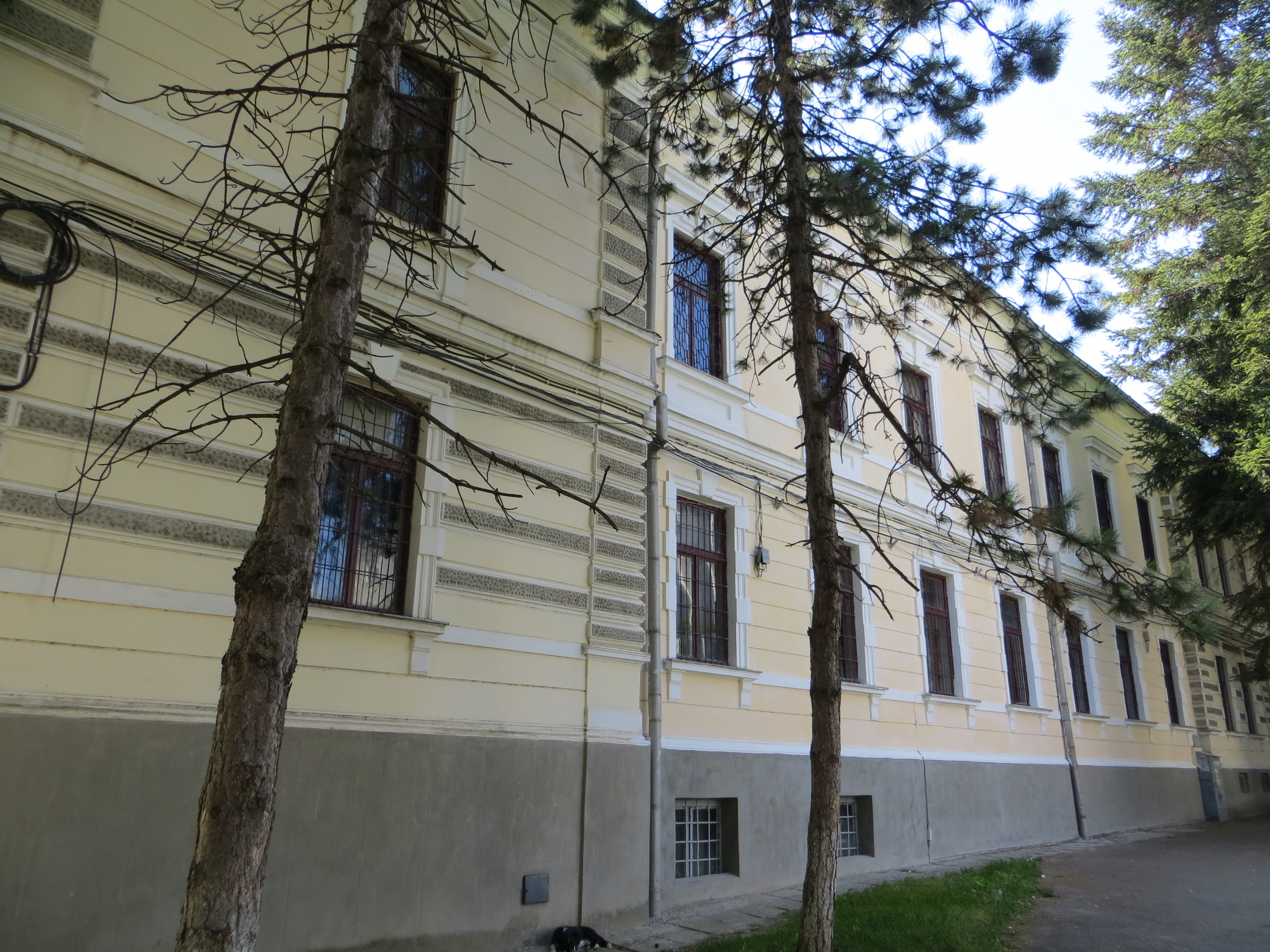
Aripa nordică a clădirii, adăugată la mijlocul secolului al XX-lea

După Unirea Bucovinei cu România din anul 1918, clădirea servește ca sediu al Prefecturii județului Suceava, iar după 1944 aici funcționează Sfatul popular al orașului Suceava. Acum i se adaugă o nouă aripă, pe latura de nord, ocupată ulterior de Arhivele Statului. Începând din anul 1968 adăpostește Secția de Istorie a Muzeului Județean Suceava.
Între anii 1976–1979 edificiul este supus unor ample lucrări de renovare și de reamenajare interioară, cea mai mare parte a etajului fiind modificată pentru a corespunde cerințelor găzduirii Muzeului de Istorie din Suceava. Sunt recondiționate fațadele exterioare, se montează instalații de semnalizare și prevenire a incendiilor, sunt refăcute casa scării și holul principal și se execută amenajări interioare pentru crearea unui circuit muzeal continuu la etaj. Tot acum, altorelieful de pe frontonul clădirii reprezentând stema monarhiei habsburgice este înlocuit cu un altul ce înfățișează stema Moldovei, mărginită lateral de o cunună.

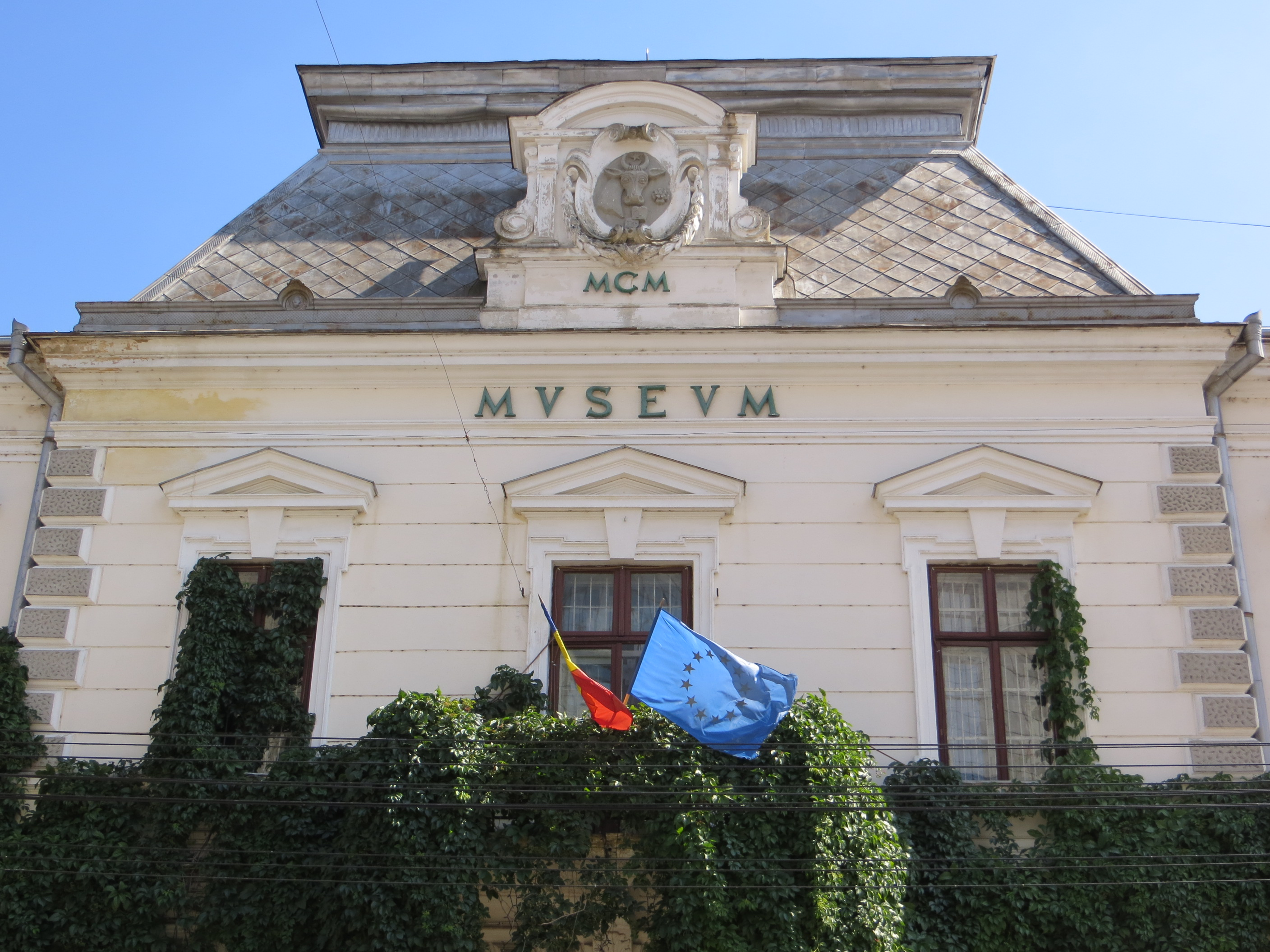
Modulul arhitectural central al clădirii, cu altorelief reprezentând stema Moldovei. Aceasta a fost montată pe fațada clădirii în 1980, în 2015 fiind înlocuită cu stema originală, cea a monarhiei habsburgice.

La data de 15 martie 2014, expozițiile muzeului sunt închise pentru public ca urmare a începerii lucrărilor de restaurare, extindere și modernizare a clădirii. Amplul proiect demarat în primăvara lui 2014 presupune consolidarea clădirii istorice, restaurarea fațadelor, recompartimentarea spațiilor interioare, introducerea unui sistem modern de stingere automată a incendiilor, astfel încât edificiul să corespundă cerințelor unui muzeu contemporan, atractiv pentru turiști. De asemenea, este construit un corp nou, de utilități, unde este creată o zonă de carantină pentru depozitarea temporară a unor obiecte de patrimoniu. Suprafața clădirii este sporită de la 3.000 de metri pătrați la aproximativ 5.000 de metri pătrați. La data de 5 noiembrie 2015, după o absență de 35 de ani, este reamplasată pe frontonul clădirii stema imperială a monarhiei habsburgice. Astfel, fațada edificiului este adusă la starea inițială.
După finalizarea lucrărilor (în valoare de aproximativ 12 milioane de euro), muzeul este redeschis la 31 iulie 2016. În aripa de pe latura de nord a clădirii, ocupată până în 2014 de Filiala Suceava a Arhivelor Statului, se mută secția de artă a Muzeului Bucovinei.

### Arhitectură
Clădirea are două niveluri (parter și etaj), unde încăperile sunt dispuse simetric. Atât la parter, cât și la etaj, de o parte și de alta, se deschid din holul central, coridoare longitudinale, de-a lungul cărora se înșiruie camerele (câte 25 pe nivel). Modulul arhitectural central, care depășește prin înălțime aripile clădirii, este pus în evidență și de un ușor decroș, în axul căruia se găsește la parter intrarea, iar la etaj un balcon din fier forjat și un altorelief reprezentând stema imperială a monarhiei habsburgice, mărginită lateral de o cunună. Stema este sculptată în gresie și înfățișează un vultur bicefal. Același decroș este prezent și la cele două extremități ale edificiului dinspre strada Ștefan cel Mare. Fațada este împărțită pe orizontală în două registre: cel corespunzător parterului, cu ferestre dreptunghiulare prinse într-un parament de bosaje de tip rustic, și cel superior, cu ferestre deasupra cărora sunt dispuse elemente în relief, fie sub formă triunghiulară, fie sub formă de bare orizontale, alternând grupat. Clădirea are un stil arhitectural eclectic, trăsăturile baroce îmbinându-se cu elemente neoclasice caracteristice edificiilor destinate să găzduiască instituții administrative austriece.

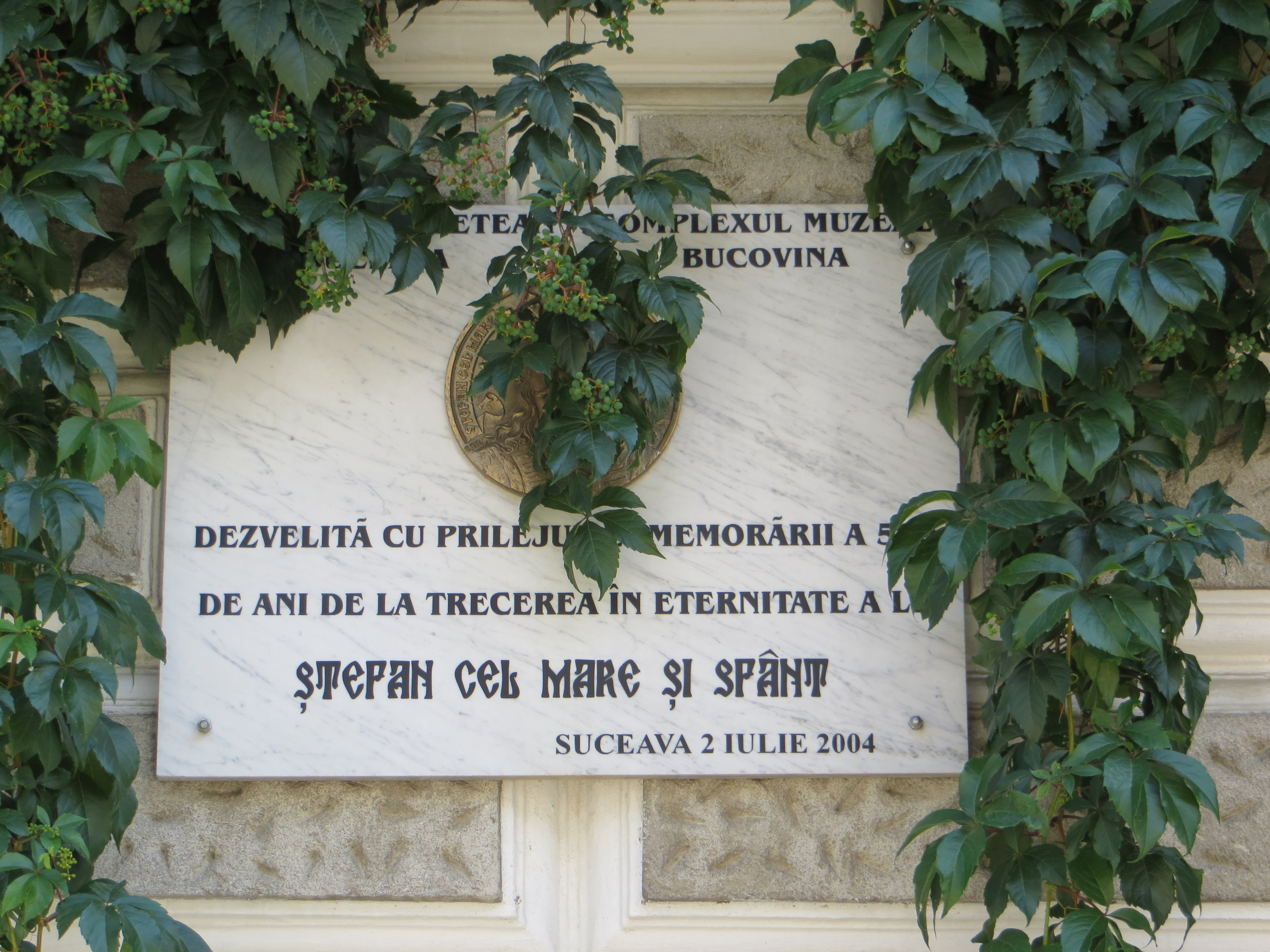
Placă de comemorare a 500 de ani de la moartea domnitorului Ștefan cel Mare. Placa s-a aflat pe zidul clădirii muzeului între 2004 și 2014.

### Placă memorială
La data de 2 iulie 2004, pe fațada clădirii, în stânga intrării principale, a fost amplasată o placă memorială din marmură albă, cu prilejul comemorării a 500 de ani de la moartea lui Ștefan cel Mare (1457–1504). Placa conține următorul text: „Dezvelită cu prilejul comemorării a 500 de ani de la trecerea în eternitate a lui Ștefan cel Mare și Sfânt”. O placă memorială similară a fost amplasată la aceeași dată pe un zid al Cetății de Scaun a Sucevei. La începutul lui 2014, placa a fost înlăturată ca urmare a începerii lucrărilor de modernizare și consolidare a clădirii muzeului.

## Istoria muzeului
Muzeul Bucovinei este cea mai importantă instituție de profil din județul Suceava, fiind constituit în prezent dintr-un ansamblu de muzee și situri medievale dispuse atât în municipiul Suceava cât și pe teritoriul județului.
Înființarea unui muzeu la Suceava este strâns legată de începerea lucrărilor de restaurare la Cetatea de Scaun de la sfârșitul secolului al XIX-lea, sub patronajul arhitectului austriac Karl Adolf Romstorfer, după ce, timp de peste două secole, cetatea a fost părăsită și ruinată. Încă din 1887, primăria orașului ia hotărârea de a interzice distrugerea zidurilor cetății și pășunatul în apropierea acesteia. În perioada 1895–1904 se efectuează lucrări de degajare a ruinelor cetății, care fuseseră acoperite în timp cu pământ, au loc primele săpături arheologice și sunt consolidate părțile amenințate de prăbușire. 

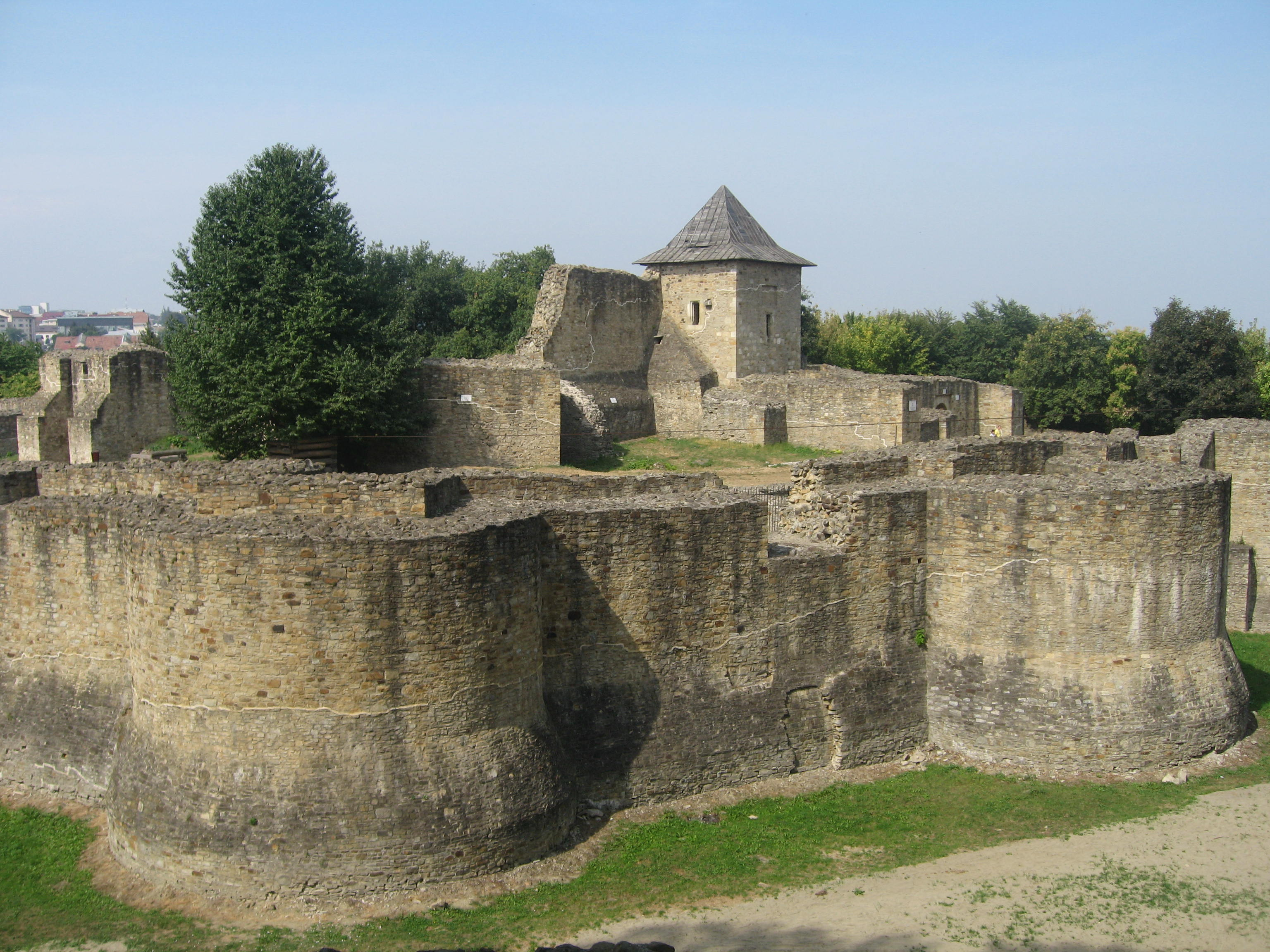
Apariția muzeului este strâns legată de lucrările arheologice efectuate la Cetatea de Scaun a Sucevei între 1895–1904

Pentru a împiedica dispersarea materialelor descoperite în urma lucrărilor de la Cetatea de Scaun sau mutarea lor la Muzeul Regional din Cernăuți (recent înființat), la propunerea profesorului Iosef Fleișer, se solicită autorităților austriece ale vremii înființarea unui muzeu local la Suceava. Prin urmare, Dieta Bucovinei aprobă statutele Societății „Muzeul” la data de 7 noiembrie 1899. Rolul declarat al noii înființate societăți este acela de a servi la cunoașterea țării din punct de vedere arheologic, istoric, artistic, etnografic și de științele naturii. La 4 ianuarie 1900 are loc adunarea de constituire a Societății „Muzeul”, prezidată de Franz Des Loges, primarul de atunci al orașului. Comitetul ales este format din intelectuali suceveni. Cel care reușește o primă inventariere a patrimoniului adunat, încă nesistematizat, este Alfred von Peyersfeld. Acesta realizează primele registre de inventariere, iar ca urmare a activității întreprinse, este astăzi considerat a fi primul muzeograf din Suceava.
Între primele spații care adăpostesc exponatele muzeului sunt două săli din cadrul noului hotel de la acea vreme al orașului Suceava, iar apoi, din 1906, câteva încăperi din cazarma orașului. La 6 august 1906 aici se deschide prima expoziție, primul ghid fiind numit Alfred von Peyersfeld. Datorită creșterii exponențiale a patrimoniului muzeal, una dintre cele mai importante probleme cu care s-a confruntat muzeul în primele decenii ale existenței sale a fost lipsa unor spații adecvate pentru expoziții.
În 1912 apare la Cernăuți prima lucrare despre activitatea muzeului sucevean, editată de același von Peyersfeld. Lucrarea prezintă motivele înființării muzeului, etapele de constituire și organizarea sa. Lista membrilor fondatori cuprinde 46 de nume (profesori, avocați, moșieri, membri ai clerului, funcționari ai statului), iar lista membrilor activi 51 de nume. Karl Romstorfer este menționat ca membru onorific.

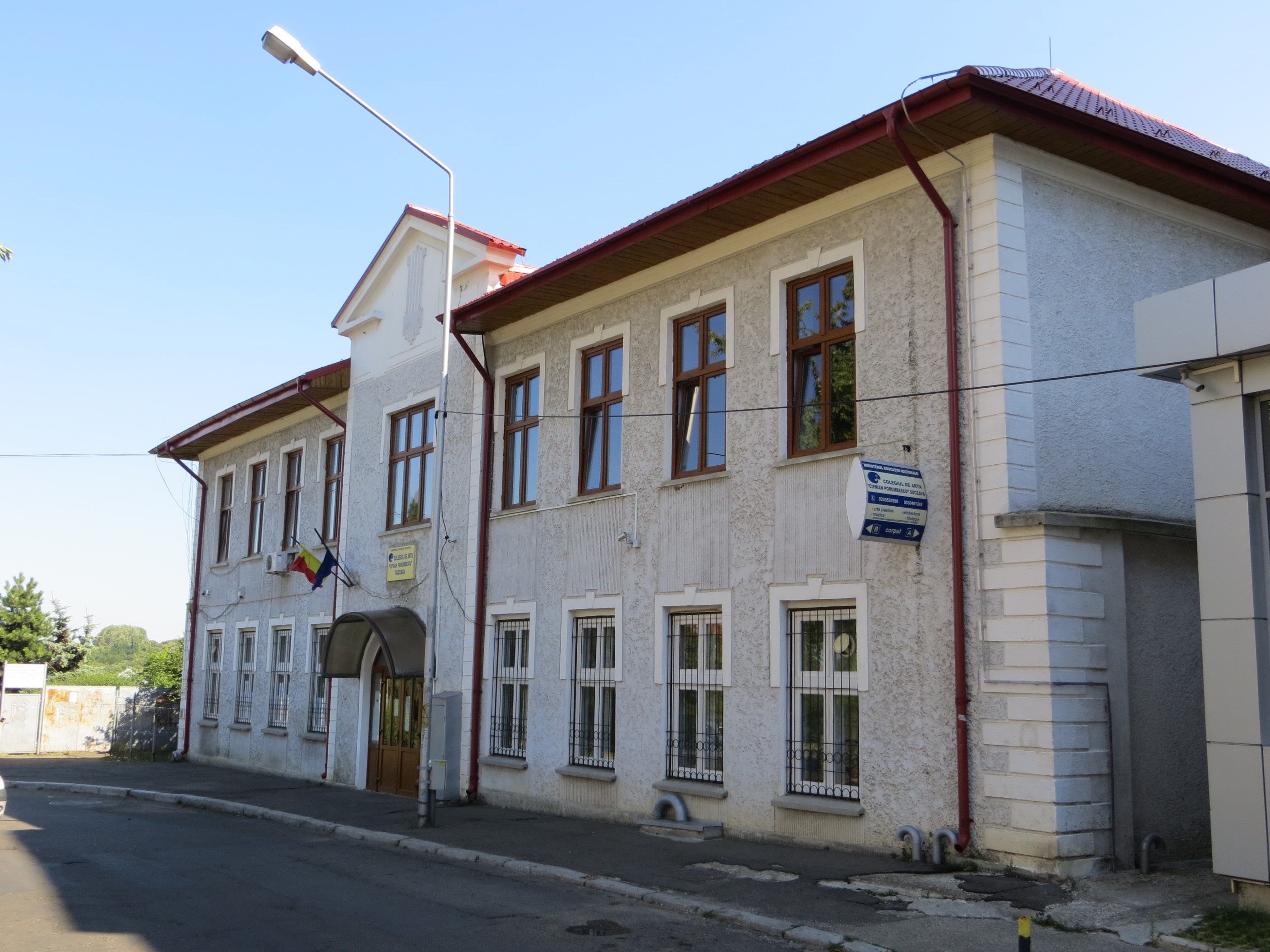
Sediul muzeului între 1918–1928, astăzi Colegiul de Artă „Ciprian Porumbescu”

După Unirea Bucovinei cu România din 1918 are loc reînființarea muzeului, de data aceasta sub administrație românească. În decembrie 1923, prefectul Sucevei solicită Ministrului Artelor trecerea Societății Muzeului Local, inițial cu statut privat, în proprietatea Primăriei. La scurt timp, în 1924, la Tribunalul Suceava este înscrisă ca persoană juridică Societatea Muzeul din Suceava. Instituția are ca scop explorarea și cercetarea orașului Suceava și a împrejurimilor sale și prezentarea către public a descoperirilor sub formă de expoziții, lucrări și articole.

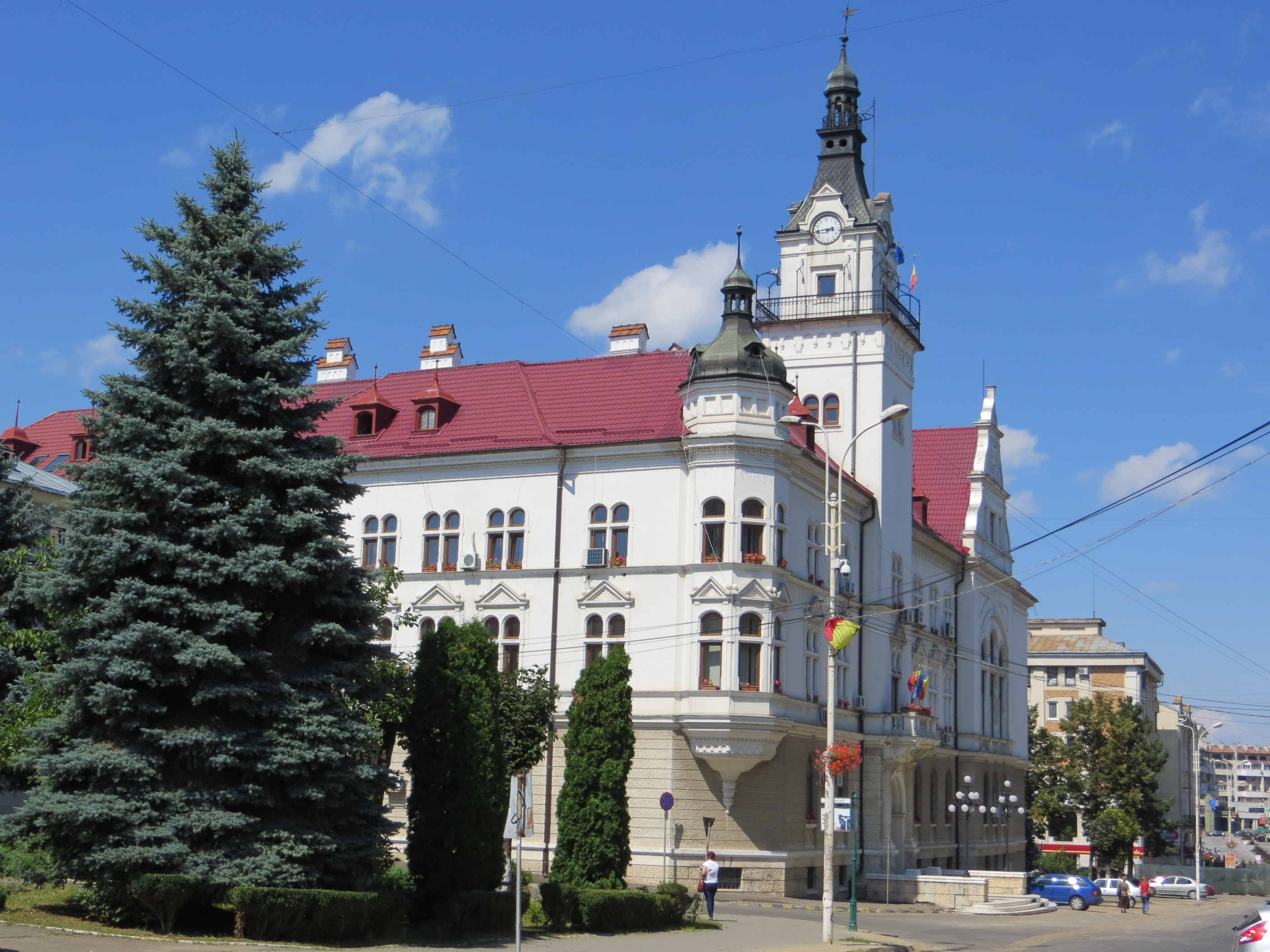
Palatul Administrativ din Suceava, sediul muzeului în perioada 1928–1932

La inițiativa preotului Constantin Morariu, în anul 1928 este inaugurat muzeul închinat compozitorului Ciprian Porumbescu (1853–1883), ca secție a Muzeului orășenesc. Între exponate se numără violoncelul artistului, portrete, fotografii de epocă, partituri, scrisori, obiecte personale.
După Primul Război Mondial colecțiile muzeului sunt mutate în clădirea Liceului de Fete „Doamna Maria” (astăzi corpul A al Colegiului de Artă „Ciprian Porumbescu”). Sunt adăpostite aici timp de zece ani, până în 1928, când sunt din nou mutate, de data aceasta în clădirea Primăriei (astăzi Palatul Administrativ). Se resimte lipsa unor spații corespunzătoare atât pentru „muzeul nomad” (după cum l-a numit profesorul Alexandru Leca Morariu), cât și pentru biblioteca orașului.

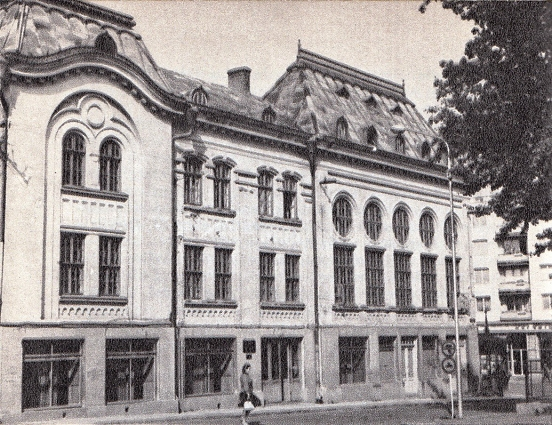
Casa Națională din Suceava a găzduit muzeul în perioada 1932–1968

Primul edificiu adecvat găzduirii unor instituții culturale este Casa Națională. Aceasta era construită în stil clasic după proiectul arhitectului Konrad Bittner, fiind formată din două corpuri, primul ridicat la începutul secolului al XX-lea, cel de-al doilea ridicat între anii 1926–1932. Casa Națională este inaugurată la data de 8 mai 1932. Tot acum, aici se mută Muzeul orașului și Muzeul „Ciprian Porumbescu”, alături de alte instituții culturale locale precum Biblioteca Centrală (astăzi Biblioteca Bucovinei „I.G. Sbiera”), Școala Română și Însoțirea orășenilor români, Casinoul funcționarilor români.
În 1947 titulatura instituției devine Muzeul Regional al Bucovinei, însă din motive politice, această nouă titulatură este păstrată doar pentru scurt timp, deoarece, în anul 1951, numele se schimbă în Muzeul Raional Suceava. Un an mai târziu, numele instituției devine Muzeul Regional Suceava. În 1968, muzeul primește un nou nume: Muzeul Județean Suceava, care se păstrează până după Revoluția din 1989.
Tot în 1968 are loc o nouă relocare a muzeului. După ce timp de trei decenii și jumătate a funcționat în incinta Casei Naționale, muzeul își mută sediul în clădirea fostei Prefecturi din perioada interbelică, locație unde se găsește și în prezent. Această mutare s-a produs ca urmare a demolării Casei Naționale de către autoritățile comuniste ale vremii, în cadrul procesului de sistematizare a centrului municipiului Suceava.

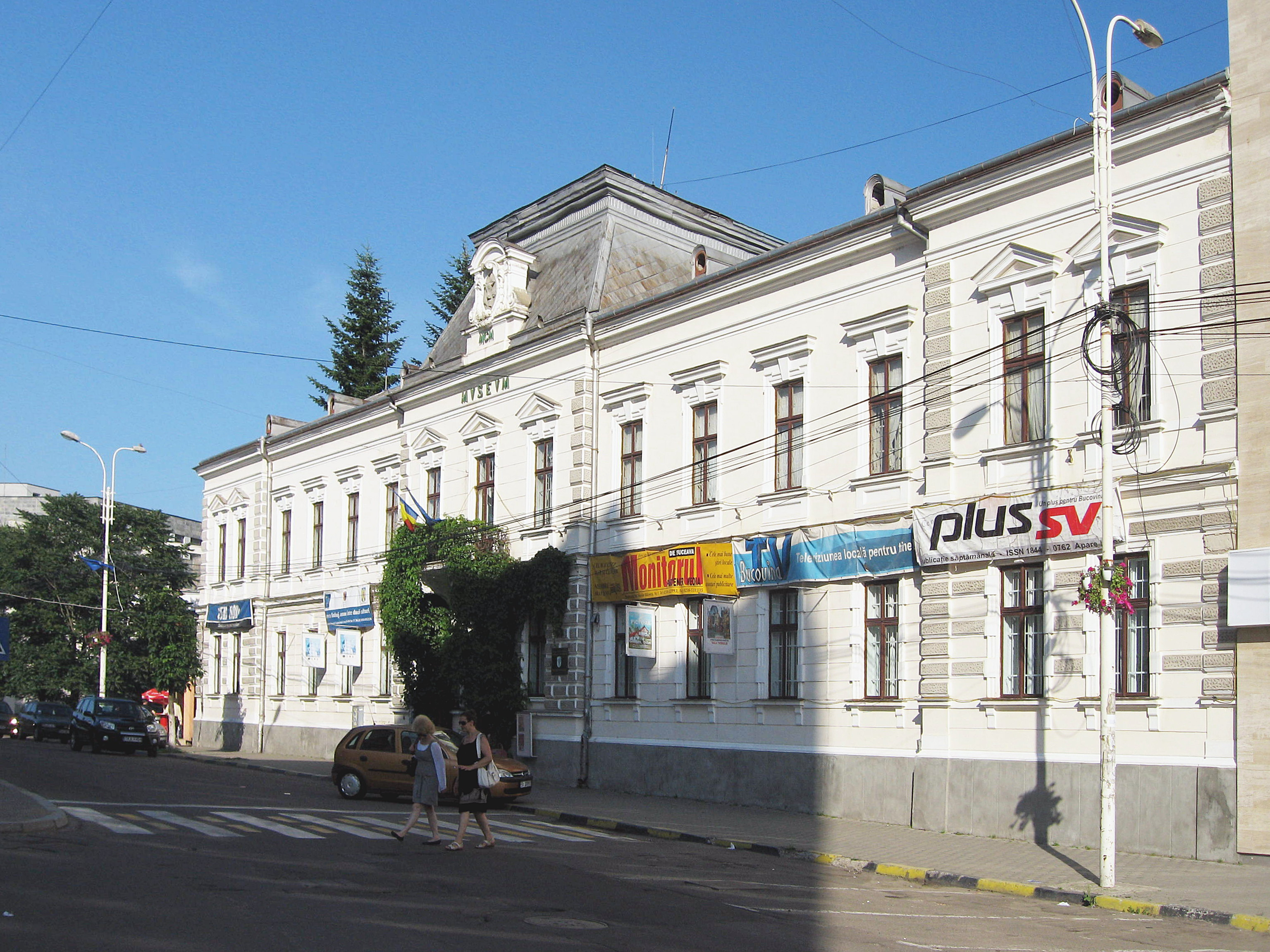
Sediul muzeului începând cu anul 1968

În anii următori, muzeul cunoaște o perioadă de dezvoltare și extindere, inclusiv ca urmare a redeschiderii șantierului arheologic de la Cetatea de Scaun a Sucevei. După ce în 1961 este deschisă secția de artă, ce adună lucrări de pictură, grafică și sculptură ale unor valoroși artiști bucovineni începând cu sfârșitul secolului al XIX-lea, în anul 1975 este creat Laboratorul Zonal de Restaurare, în acest fel specialiștii muzeului salvând mii de piese de patrimoniu de la degradare. La 17 iulie 1980, după ce clădirea muzeului este restaurată, are loc redeschiderea oficială a Muzeului de Istorie, o noutate fiind apariția Sălii Tronului, o reconstituire muzeografică a unei săli existente la Cetatea de Scaun.
După anul 1990 se petrec câteva schimbări în cadrul muzeului sucevean, care devine Complexul Muzeal Bucovina, iar apoi, în 1994, Muzeul Național al Bucovinei, în subordonarea directă a Ministerului Culturii. 
În data de 18 aprilie 2013, Muzeul Bucovinei și Muzeul Național Brukenthal din Sibiu încheie un protocol de colaborare instituțională. Muzeul Brukenthal deține aproximativ 1.580.000 de bunuri de patrimoniu inventariat, opere care pot fi aduse și la Suceava în acest context.
În prezent, birourile Muzeului Bucovinei se află în clădirea monument istoric din strada Ștefan cel Mare nr. 33, alături de secția de istorie, care constituie Muzeul de Istorie din Suceava. Instituția are secții de arheologie, istorie, științele naturii, artă, memoriale, observator, bibliotecă (cu peste 82.000 de volume), laborator zonal de restaurare și conservare, și patronează mai multe publicații de specialitate, între care Anuarul Muzeului Bucovinei.

## Expoziții permanente
Muzeul Național al Bucovinei include și administrează mai multe obiective medievale, muzee și case memoriale, ce constituie expozițiile permanente:
- Cetatea de Scaun a Sucevei
- Cetatea Șcheia
- Curtea Domnească din Suceava
- Muzeul de Istorie din Suceava
- Muzeul de Științele Naturii din Suceava
- Muzeul Satului Bucovinean din Suceava
- Muzeul Etnografic „Hanul Domnesc” din Suceava
- Casa Memorială „Simion Florea Marian” din Suceava
- Casa Memorială „Nicolae Labiș” din Mălini
- Casa Memorială „Eusebiu Camilar” din Udești
- Casa și Muzeul Memorial „Ciprian Porumbescu” din Stupca
- Casa-Muzeu Solca (Casa „Saveta Coturbaș”)
- Casa-Muzeu Bilca (Casa „George Muntean”)
- Muzeul de Istorie din Siret
- Planetariul și Observatorul Astronomic din Suceava (până în anul 2008, când este cedat Universității „Ștefan cel Mare”, păstrându-și rolul de muzeu științific)

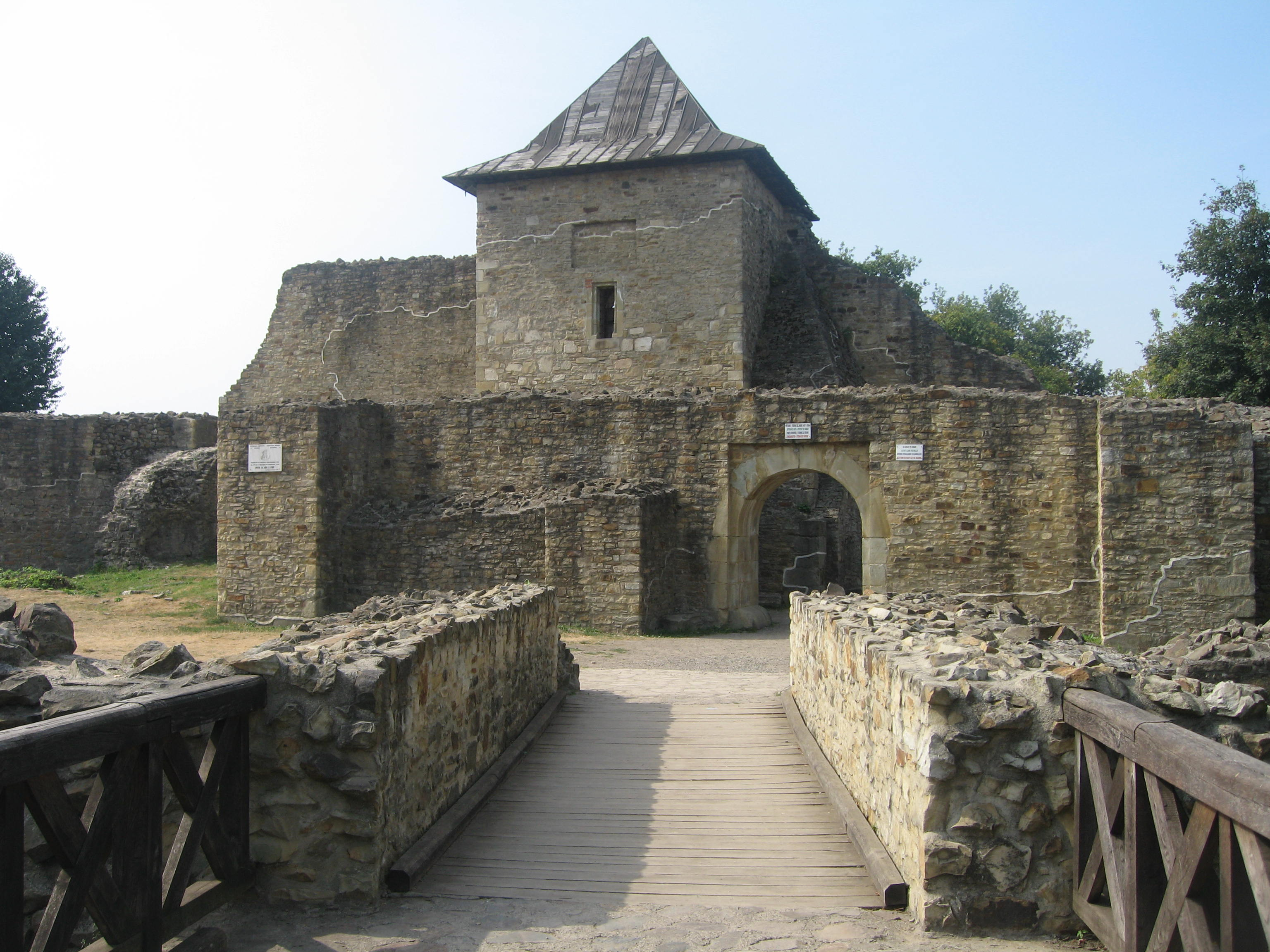
Cetatea de Scaun a Sucevei
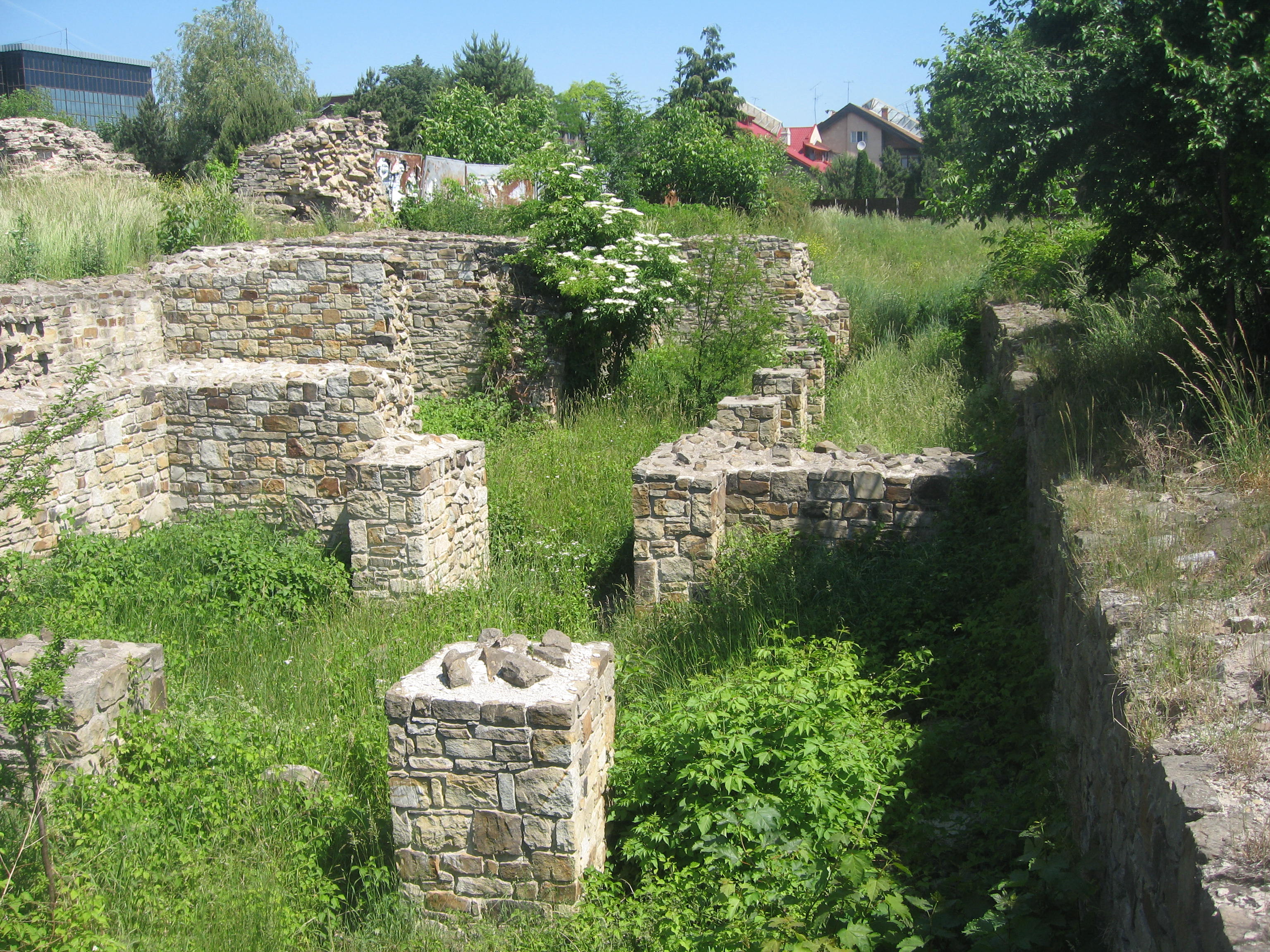
Curtea Domnească
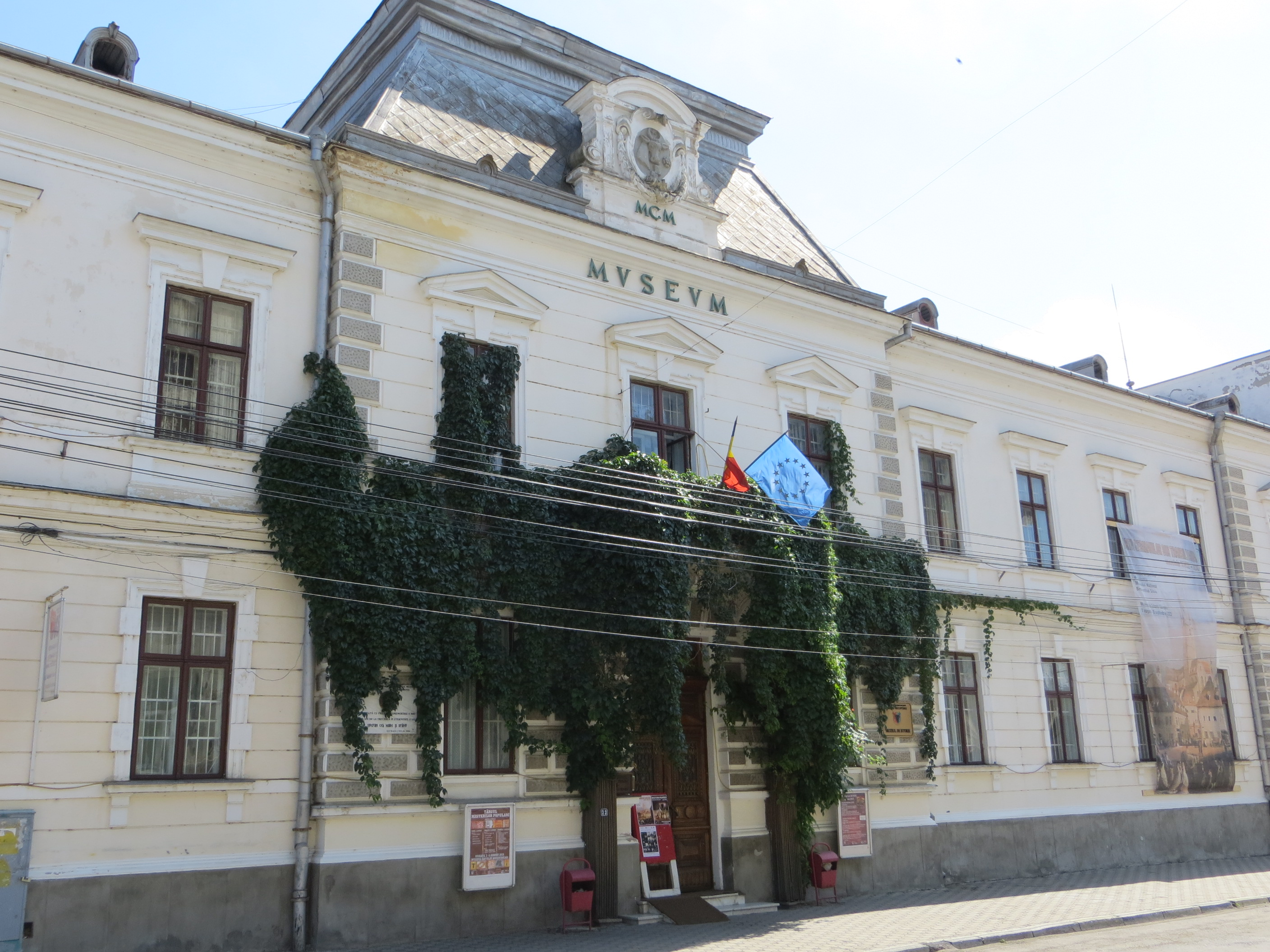
Muzeul de Istorie din Suceava
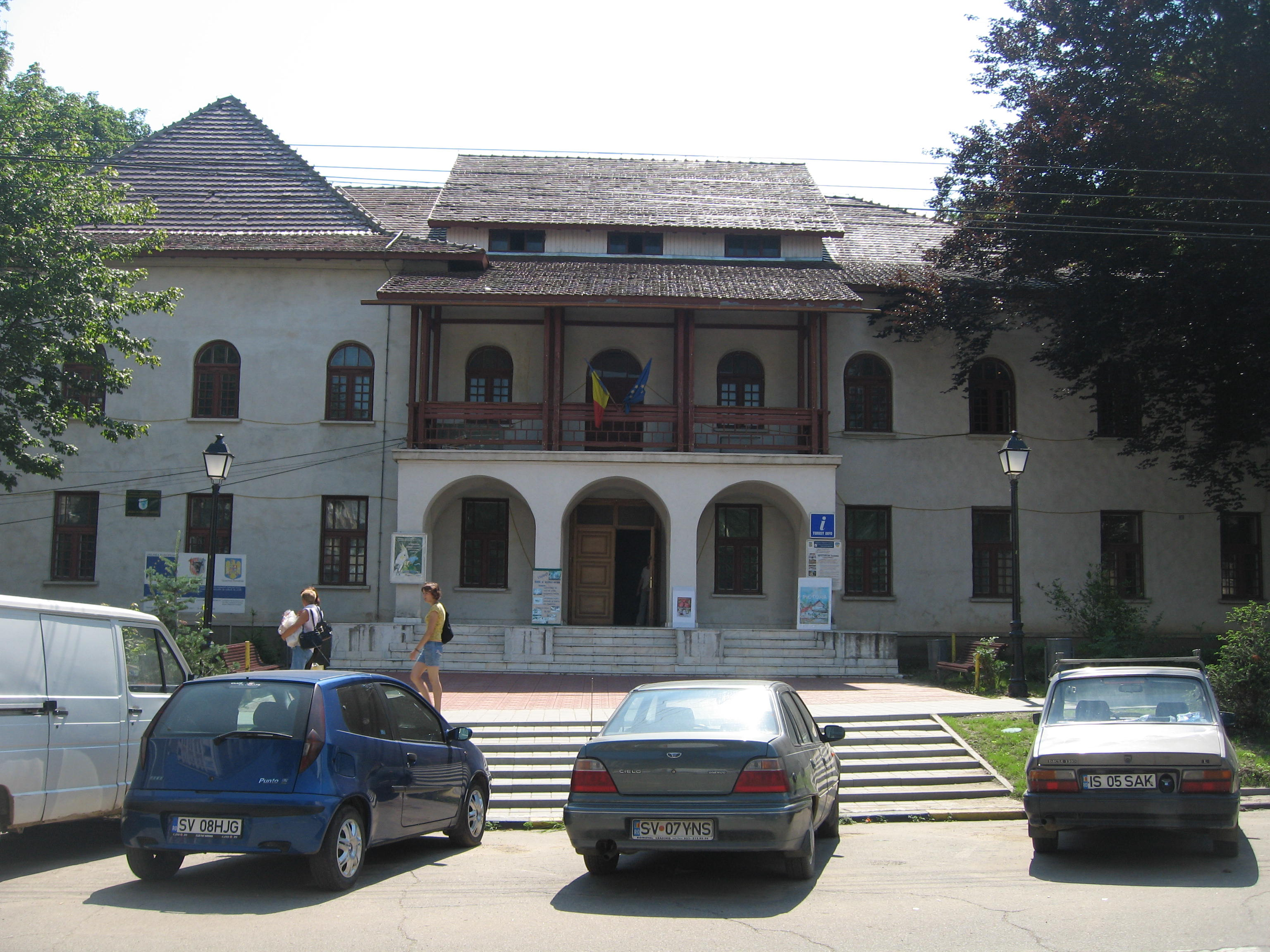
Muzeul de Științele Naturii
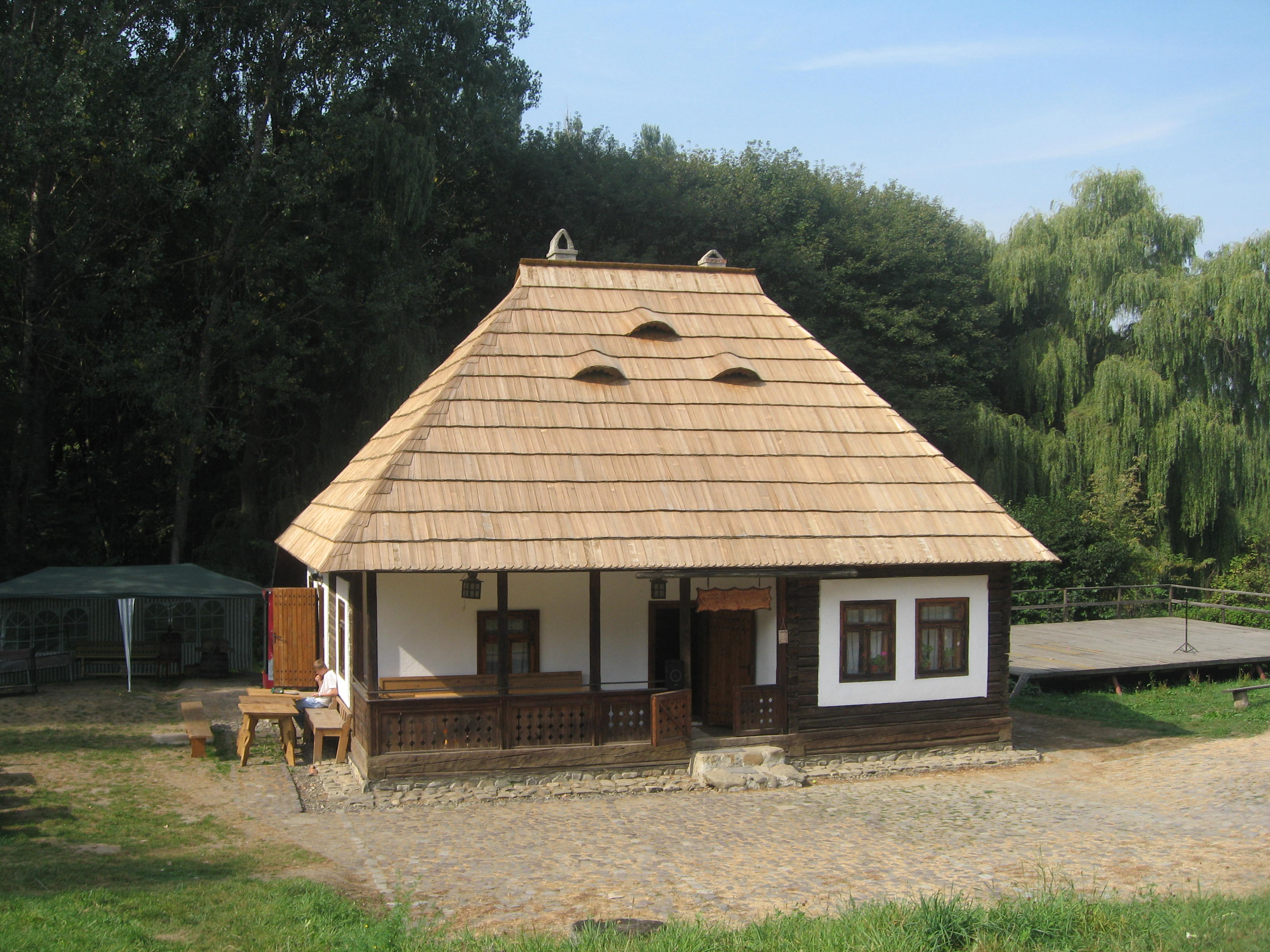
Muzeul Satului Bucovinean
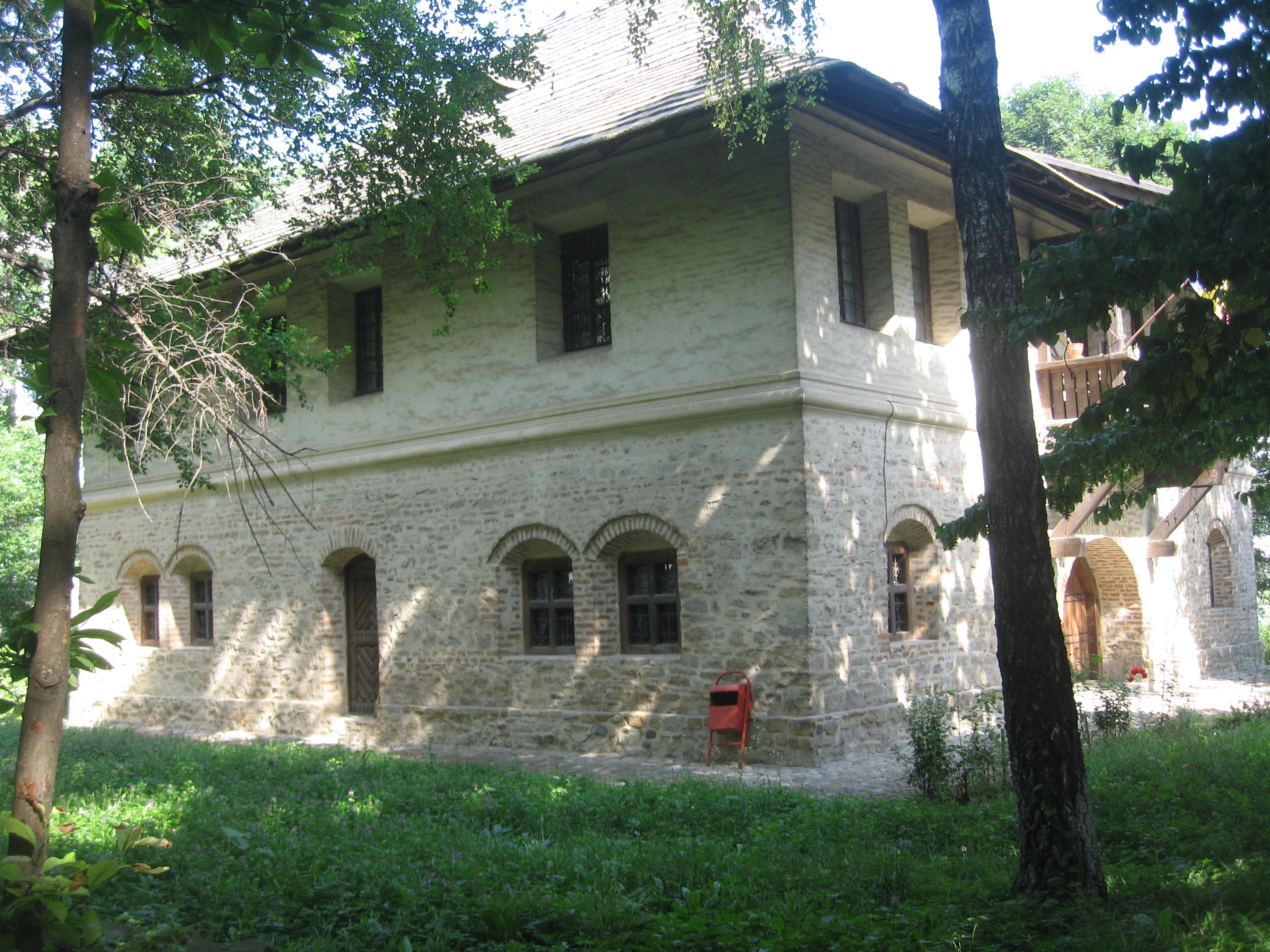
Muzeul Etnografic „Hanul Domnesc”
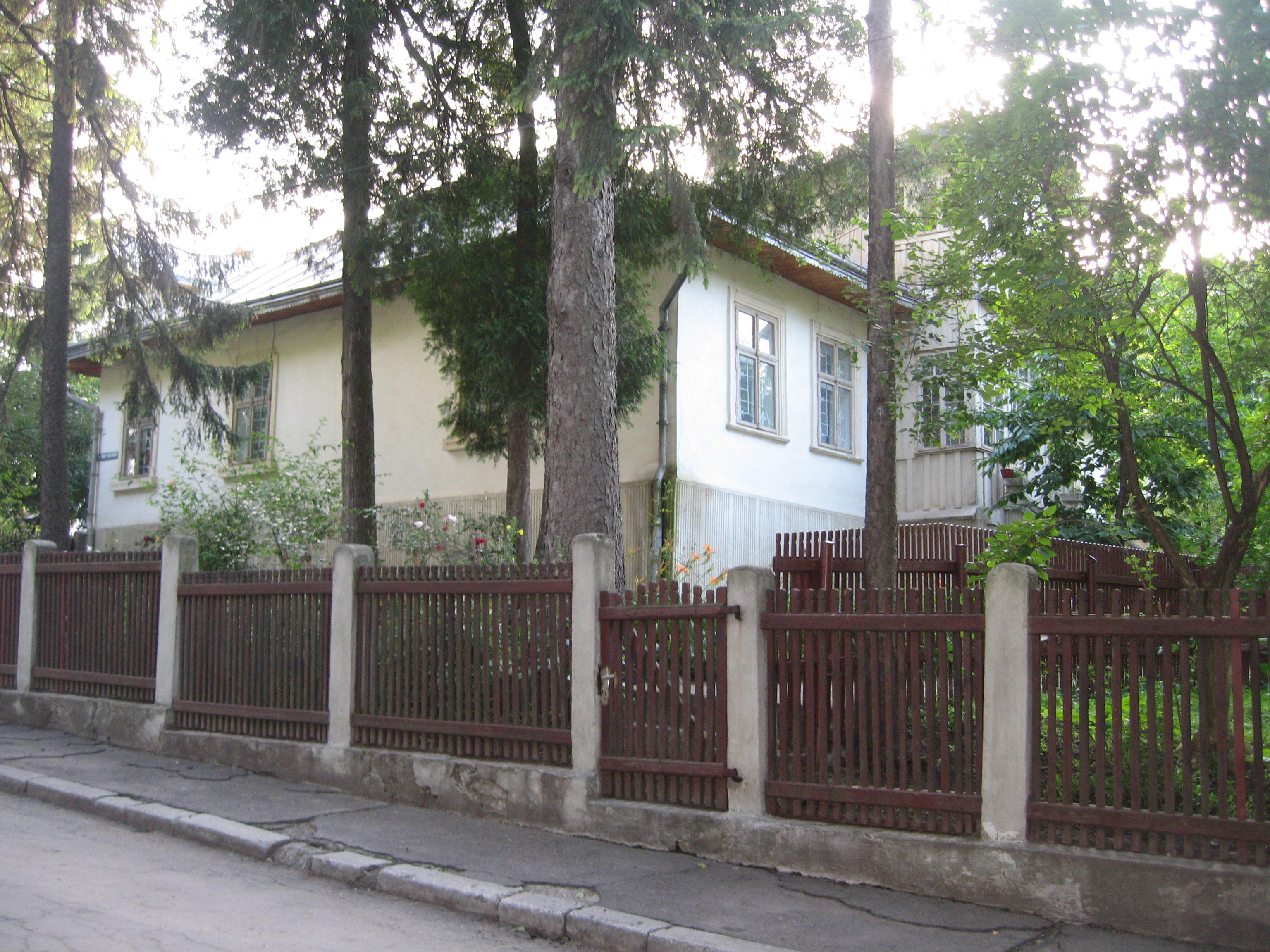
Casa Memorială „Simion Florea Marian”
Casa Memorială „Nicolae Labiș”
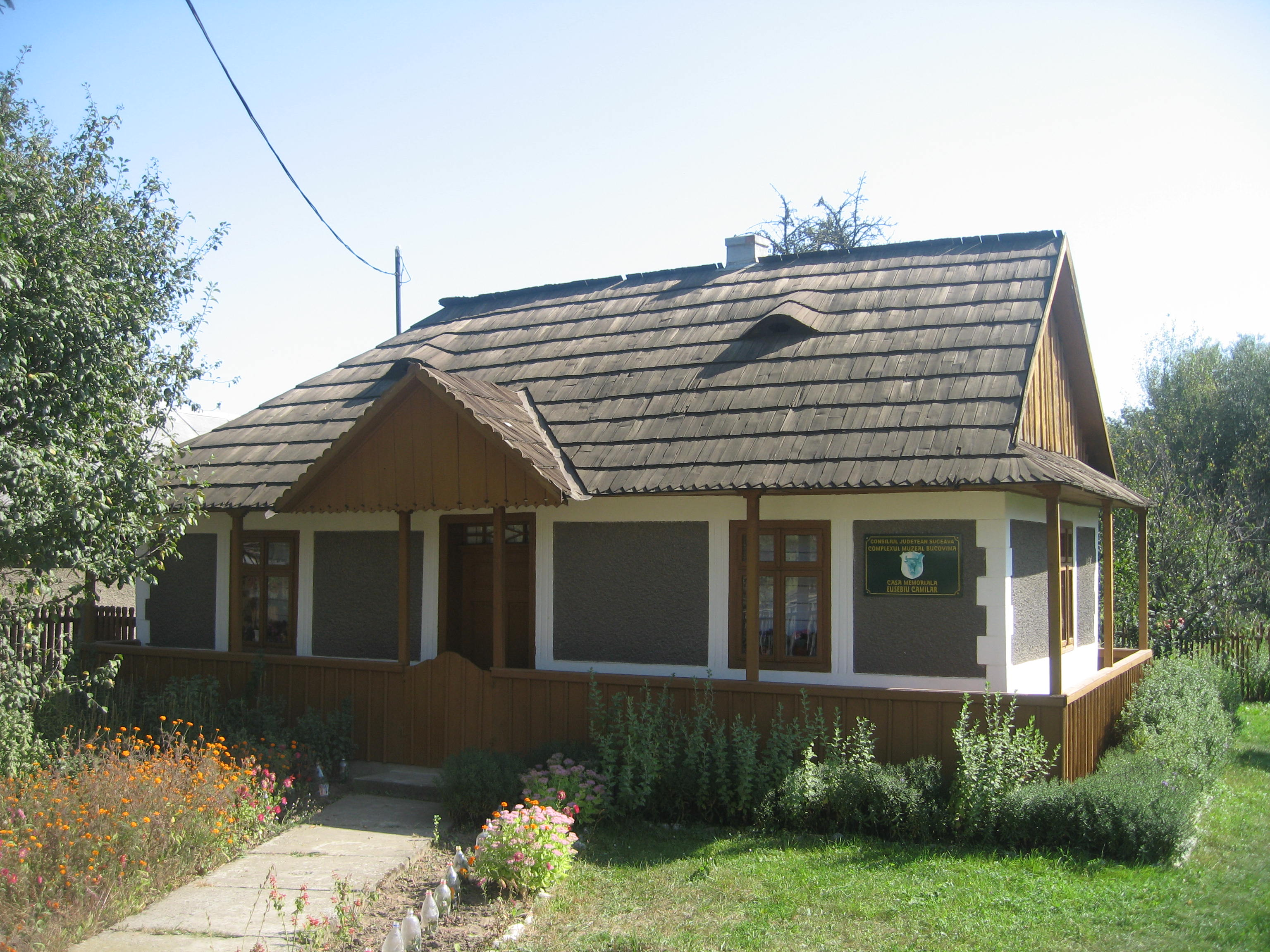
Casa Memorială „Eusebiu Camilar”
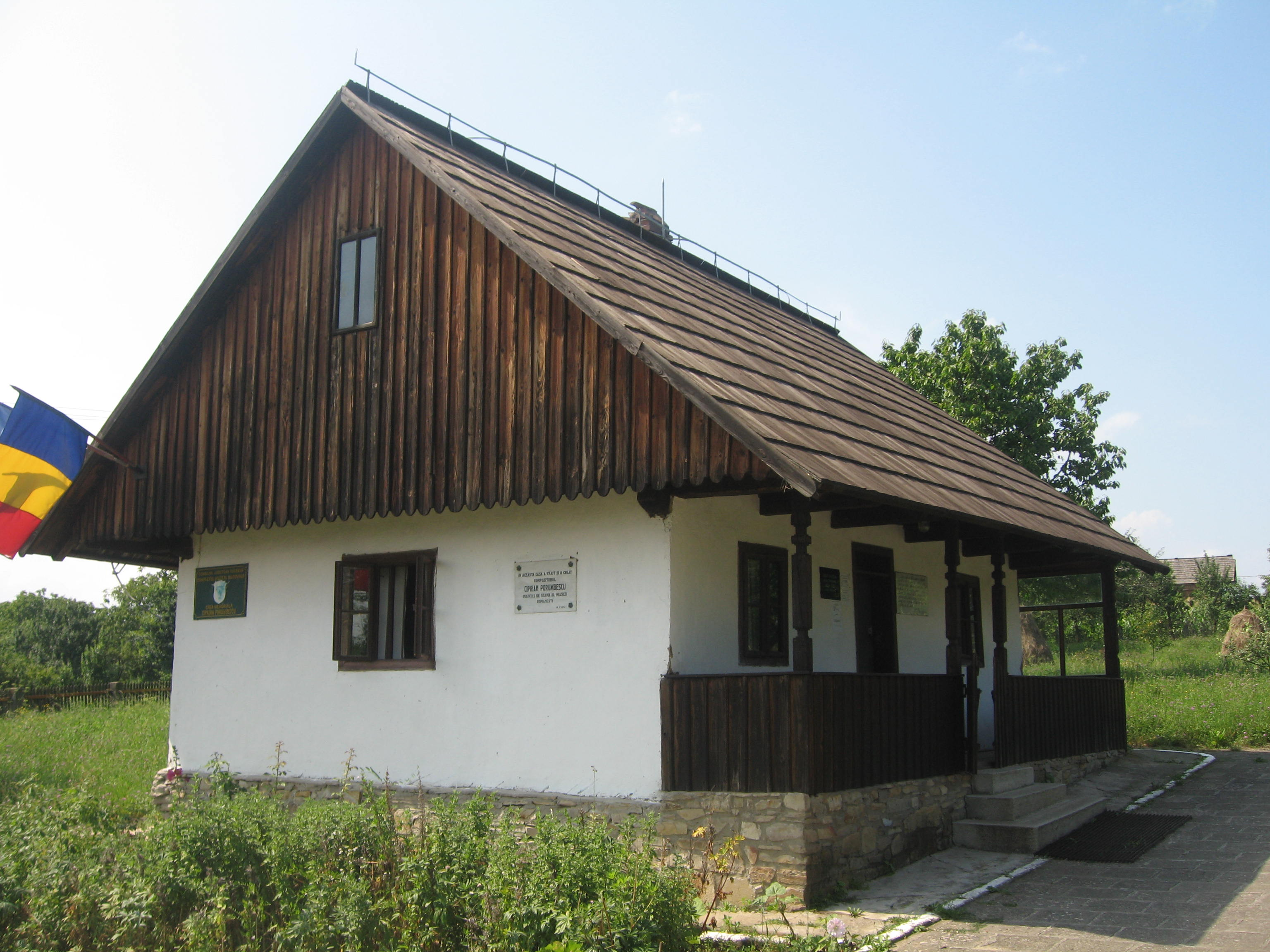
Casa Memorială „Ciprian Porumbescu”
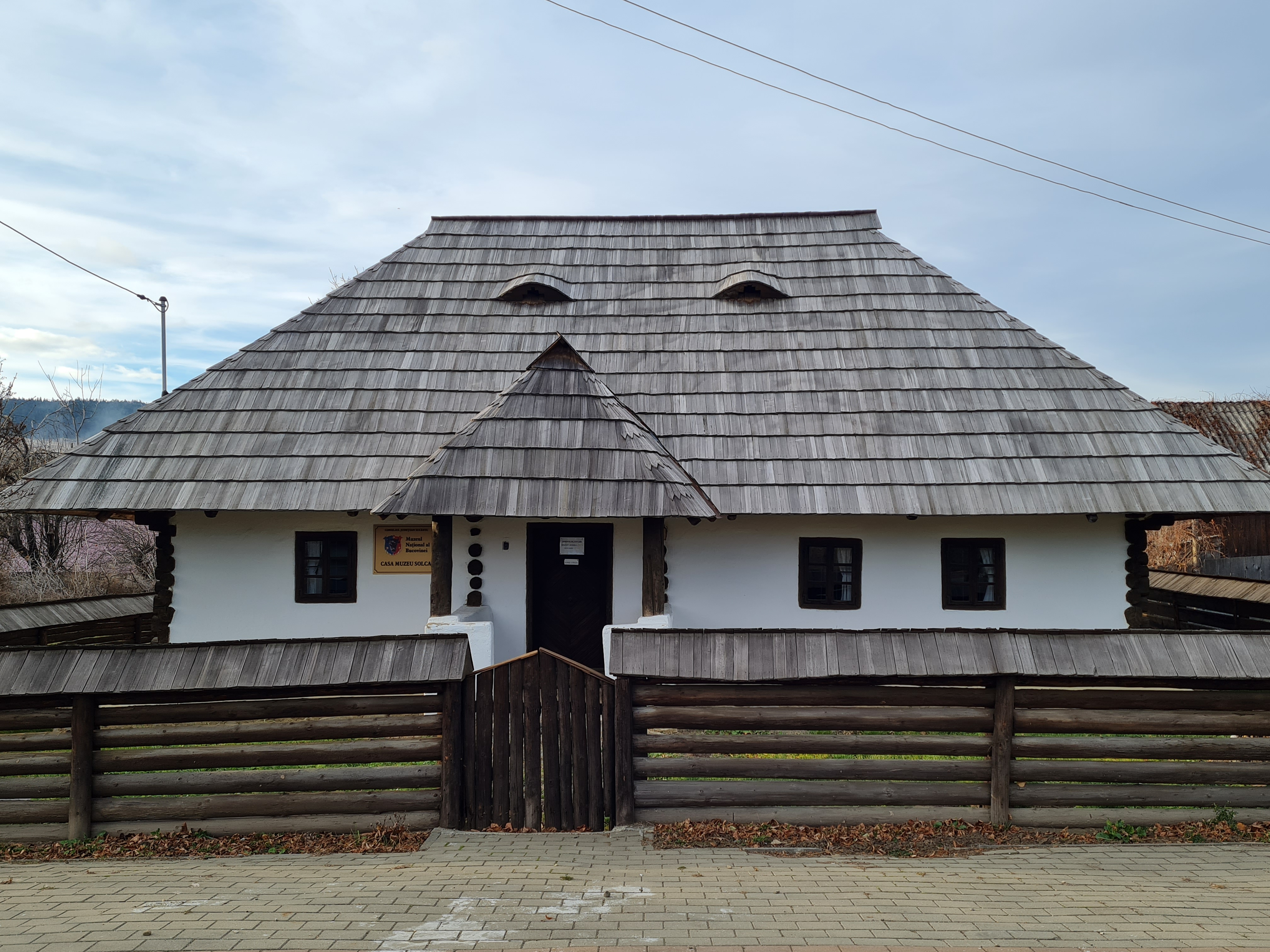
Casa-Muzeu Solca

### Secția de artă
Între expozițiile permanente ale Muzeului Bucovinei există și o secție de artă, ce funcționează în aceeași clădire cu Muzeul de Istorie. Aici sunt expuse lucrări ale unor artiști cunoscuți: Nicolae Grigorescu, Theodor Aman, Ștefan Luchian, Ion Andreescu, Theodor Pallady, Nicolae Tonitza, Corneliu Baba, Nicolae Dărăscu, Ion Țuculescu, precum și ale unor artiști locali: Epaminonda Bucevschi, Ilarion Șuhan, Ion Cârdei, Eugen Maximovici, Ion Grigore, Virgil Neamțu etc. De asemenea, secția de artă se bucură de evenimentele prilejuite de găzduirea unor expoziții itinerante. Una din expoziții a fost cea în care au fost reprezentate în ceară bisericească personaje mitice, religioase și personaje din filme, aduse de la Sankt Petersburg. Figuri precum Moise, Buddha, personajele din trilogiile Stăpânul inelelor și Harry Potter au încântat privirile vizitatorilor. Piesa de rezistență a expoziției a fost reprezentarea în mărime naturală a tabloului Cina cea de Taină. Pictura originală împodobește unul din pereții Bisericii „Santa Maria delle Grazie” din Milano.

## Muzeul de Istorie din Suceava

### Istoric
Muzeul de Istorie din Suceava reprezintă cea mai veche secție a Muzeului Bucovinei, constituind practic nucleul în jurul căruia a luat naștere și s-a dezvoltat ulterior complexul muzeal ce a purtat de-a lungul timpului mai multe denumiri (Societatea Muzeul, Muzeul orășenesc, Muzeul Regional, Muzeul Județean, Muzeul Bucovinei).
Muzeul de Istorie a fost înființat în anul 1900 din inițiativa unor intelectuali suceveni. Deținător, inițial, al unui patrimoniu restrâns, rezultat din săpăturile arheologice începute în anul 1895 la Cetatea de Scaun a Sucevei, muzeul și-a îmbogățit de-a lungul timpului colecțiile, și-a amplificat și diversificat în permanență activitatea. După ce expozițiile sale au fost găzduite pe rând de mai multe imobile din Centrul Sucevei (hotelul și cazarma orașului, clădirea Liceului de Fete „Doamna Maria”, Palatul Administrativ, Casa Națională), începând cu anul 1968, Muzeul de Istorie se stabilește în actualul sediu, fosta clădire a Căpităniei Districtuale și apoi a Prefecturii Suceava. Aceasta este renovată în a doua jumătate a deceniului al optulea din secolul trecut, la 17 iulie 1980 având loc reinaugurarea oficială a muzeului.
Pornindu-se de la ideea caracteristică etapei dinainte de 1989, potrivit căreia structura de bază a unui muzeu trebuie să ilustreze pregnant trăsăturile caracteristice ale trecutului istoric, expoziția de bază a Muzeului de Istorie a fost concepută ca o prezentare a istoriei locale împletită cu cea națională.
În perioada 2014–2016 Muzeul de Istorie a fost închis publicului, deoarece clădirea muzeului a fost supusă unor ample lucrări de consolidare, modernizare și extindere. Muzeul a fost redeschis publicului în data de 31 iulie 2016, odată cu Cetatea de Scaun. Este constituit din expoziția permanentă de bază (27 de săli), tezaurul (4 săli) și Sala Sfatului Domnesc (fosta Sala Tronului). Dispune de magazin de prezentare, sală de lectură, săli pentru expoziții temporare, sală de evenimente și conferințe, sală de pedagogie muzeală, sală multimedia.

### Expoziția permanentă
Expoziția permanentă de bază este situată la etajul clădirii, în 27 de săli, desfășurându-se cronologic, de la cele mai vechi descoperiri arheologice ce datează din Paleoliticul inferior (descoperite la Ripiceni în județul Botoșani) până la Revoluția din 1989. Cea mai mare parte a expoziției se datorează descoperirilor arheologice, începând de la sala 1 și până la sala 15 inclusiv, și cuprind colecții arheologice, obiecte de podoabă, arme, unelte, obiecte de uz casnic, monede, vase, textile arheologice etc. Ilustrarea istoriei în expoziția permanentă se încheie în anul 1989 cu manifestațiile anticomuniste desfășurate în luna decembrie la Suceava.

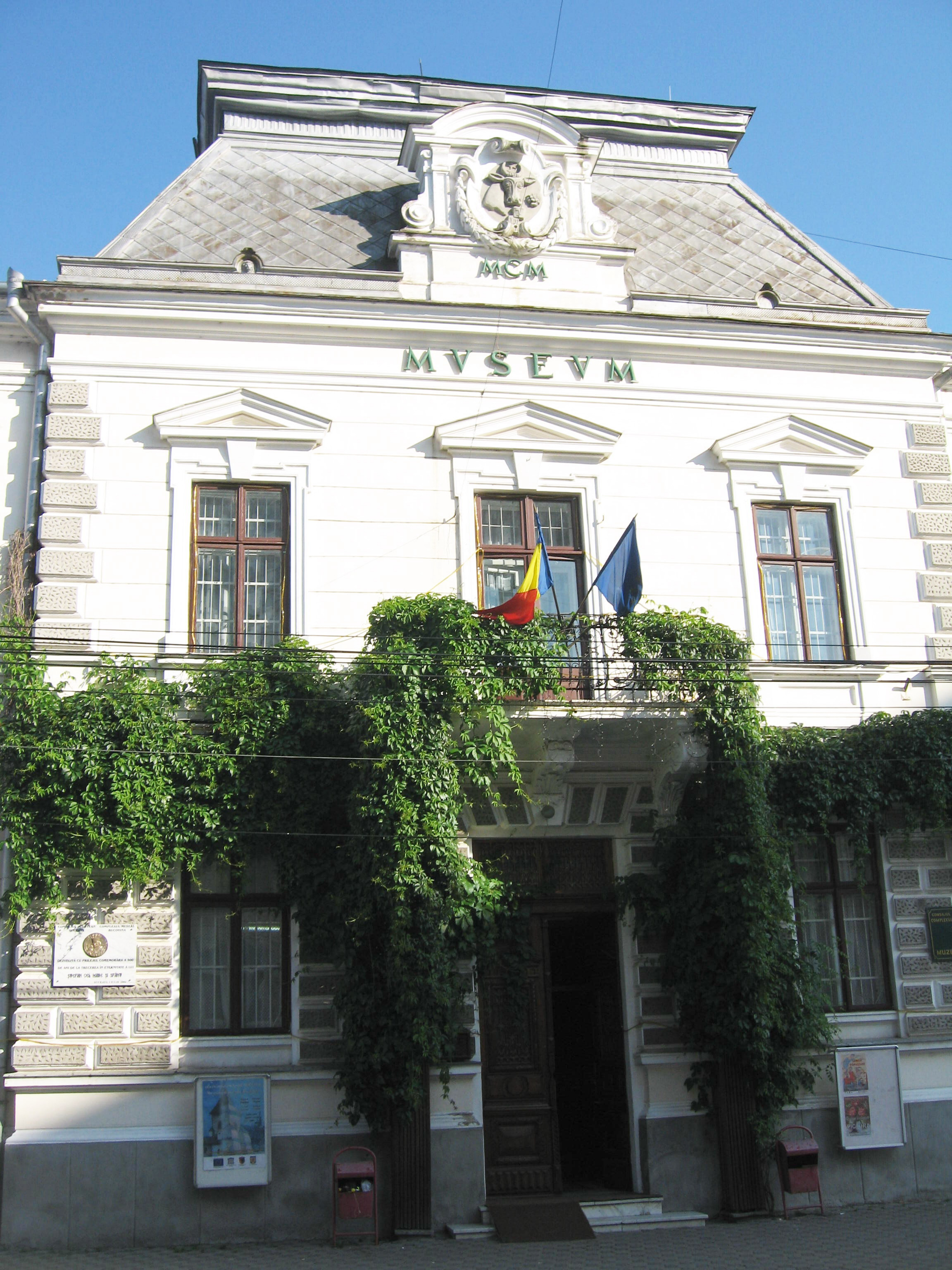
Intrarea principală în Muzeul de Istorie (2009)

- Sala 1: „Introducere în arheologie”
- Sala 2: „Precucuteni – Artă și spiritualitate”
- Sala 3: „Cucuteni – Civilizația cu ceramică pictată din Eneolitic”
- Sala 4: „Atelier Cucuteni pentru producerea ceramicii”
- Sala 5: „Epoca bronzului și începuturile Epocii fierului: civilizație și spiritualitate”
- Sala 6: „Rituri și practici funerare în Epoca fierului”
- Sala 7: „Autohtoni și migratori în mileniul creștin”
- Sala 8: „Drum și stat. Începuturile Sucevei”
- Sala 9: „Suceava. Principala reședință a domnilor moldoveni” [23]
- Sala 10: „Locuitorii Sucevei”
- Sala 11: „Circulația monetară în Moldova medievală”
- Sala 12: „Sala armelor”
- Sala 13: „Domnia lui Ștefan cel Mare”
- Sala 14: „Mode și veșminte în Moldova”
- Sala 15: „Moldova între Orient și Occident”
- Sala 16: „Documente, carte de patrimoniu sec. XV–XVIII”
- Sala 17: „Bucovina de la administrație militară la autonomie”
- Sala 18: „Ducatul Bucovinei. Administrație locală și modernizare” [24]
- Sala 19: „Bucovina în Marele Război. De la bătălia imperiilor la Unirea cu România”
- Sala 20: „Bucovina. Învățământ și cultură”
- Sala 21: „Bucovina. Etnii și meserii”
- Sala 22: „Uniți în jurul coroanei de oțel. Vizite regale în Bucovina”
- Sala 23: „Bucovina între dictatul stalinist și «Războiul sfânt». «Noi vrem la România!»”
- Sala 24: „Celulă din fostul Penitenciar Suceava” / „Memorial”
- Sala 25: „Strâns uniți în jurul Partidului Comunist. «La demonstrație, tovarăși!»”
- Sala 26: „«Să clădim o lume nouă!» Trec rânduri, rânduri brigadierii, urmează veseli pionierii...”
- Sala 27: „Începutul sfârșitului: «Să strângem cureaua, să punem o haină în plus.»” [25]

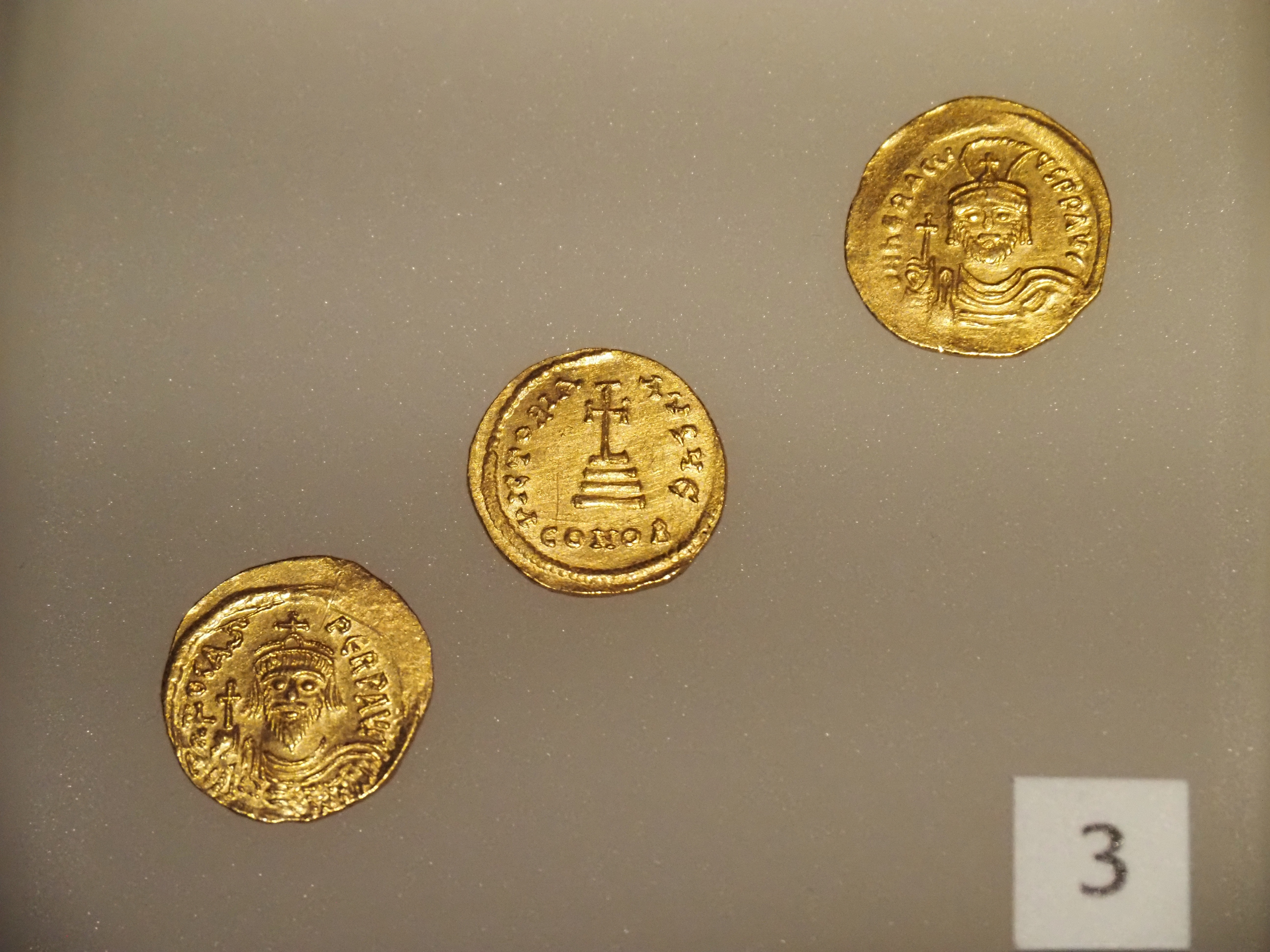
Monede bizantine de la Udești (secolul al VII-lea d.Hr.)

### Tezaurul
Cele patru săli destinate obiectelor de tezaur sunt situate la demisolul clădirii, fiind refăcute conform planurilor inițiale. Compartimentarea permite punerea în valoare a pieselor de mici dimensiuni. Aici sunt expuse numeroase piese datorate descoperirilor arheologice, prezentate în ordine cronologică, începând cu cele mai vechi (aplicile scitice descoperite la Cajvana în județul Suceava și datate în secolul al VI-lea î.Hr.) și până la cele mai noi, datate la sfârșitul secolului al XVII-lea (inel din mormântul de femeie descoperit la Siret). Acestora li se adaugă fragmente de textile arheologice descoperite în urma cercetărilor făcute la numeroase biserici din orașul și din județul Suceava (precum bisericile din cadrul mănăstirilor Bogdana și Probota), medalii, decorații, obiecte de podoabă și de armament datate în secolele XVII–XX.

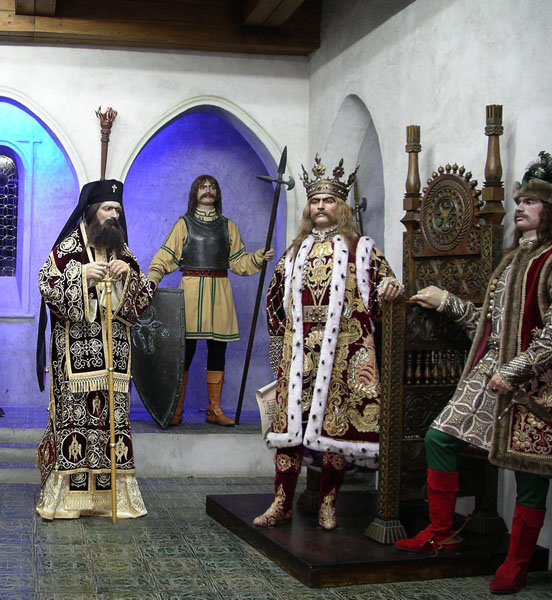
Sala Tronului în vechea configurație (2005)

### Sala Sfatului Domnesc
Sala Sfatului Domnesc se găsește la etajul clădirii. Denumită inițial Sala Tronului, ea a fost deschisă publicului vizitator în anul 1980, odată cu reinaugurarea Muzeului de Istorie, și reprezintă o reconstituire a sălii tronului din Cetatea de Scaun a Moldovei, aflată în zona de la etaj care a fost distrusă din vechime. Personajele reprezentate în această cameră sunt: Ștefan cel Mare, Maria Voichița (a treia soție a domnitorului), Bogdan al III-lea cel Orb (fiul lui Ștefan și urmașul său la tronul Moldovei), Luca Arbore (portar de Suceava), Boldur Vornicul, Mitropolitul Theoctist, boierul Logofăt I. Tăutu, oșteni, dregători, orășeni, țărani. Hainele și podoabele purtate de personaje sunt lucrate manual, respectând straiele originale. Pentru a apropia manechinele de personajele pe care le reprezintă s-a folosit păr natural, iar pentru ochi proteze oculare. Corpul acestora este realizat din fibră de sticlă. Sala Tronului are la bază documente, descoperiri arheologice și fresce datând din epoca lui Ștefan cel Mare. Deși, la momentul inaugurării, Sala Tronului era o lucrare de excepție în domeniul muzeal din România, influențele politicii comuniste s-au făcut simțite vizibil în condițiile în care era evidențiat rolul țărănimii, doi răzeși fiind punctul central al ansamblului, iar momentul prezentat fiind cel al împroprietăririi acestora ca semn de recunoaștere pentru vitejia arătată în lupte.
În primăvara anului 2014, ca urmare a începerii lucrărilor de consolidare, extindere și modernizare la clădirea muzeului, Sala Tronului a fost relocată temporar la Iulius Mall Suceava pentru a fi disponibilă vizitatorilor.
La 31 iulie 2016, ansamblul este redeschis publicului la etajul clădirii muzeului, sub denumirea Sala Sfatului Domnesc, într-o prezentare diferită față de vechea configurație. Astfel, ansamblul reconstituie sala sfatului domnesc aflată în cadrul Curții Domneștii, folosindu-se elemente de arhitectură medievală din secolul al XV-lea, descoperite la Suceava: coloane, capitele, chei de boltă, balustrade, pavimente. A fost ales un moment cu încărcătură simbolică diplomatică, unde reprezentanții a șase state cu care Principatul Moldovei a avut cele mai intense sau de lungă durată legături politice și diplomatice sunt reuniți în fața voievodului Ștefan cel Mare: Țara Românească, Regatul Poloniei, Regatul Ungariei, Veneția, Rusia Kieveană și Imperiul Otoman. În anul 1476 a ajuns la Suceava primul reprezentant diplomatic în Țările Române, Emanuele Gerrardo, trimis al orașului-stat Veneția. Astfel este reconstituită o imagine fidelă a politicii externe a Moldovei în acea epocă în care pacea era un timp scurt între două războaie și, din acest motiv, foarte prețuită, fiind negociată cu state creștine sau cu otomanii, cu principi catolici și chiar cu Papa.

### Expoziții temporare
Pe lângă expozițiile permanente, Muzeul de Istorie prezintă publicului expoziții temporare cu diferite tematici. În iunie 2012 este amenajat și introdus în circuitul de vizitare un spațiu dedicat lui Ion Nistor (1876–1962), istoric, om politic, militant unionist bucovinean și membru al Academiei Române. Încăperea reușește să reconstituie interiorul și atmosfera ultimei locuințe (din București) în care și-a petrecut Ion Nistor bătrânețea. Cuprinde câteva piese de mobilier restaurate (canapea și fotolii, dulap-vitrină, masă ovală cu picior, scaune) și o serie de obiecte personale (mașina de scris „Remington”, un aparat de radio la care, în anii '50, istoricul asculta știrile de la Londra, o cutie de pălării, un geamantan cu eticheta „Sighet”). Expoziția mai include o panoplie cu câteva din numeroasele titluri și decorații românești și străine cu care a fost onorat Ion Nistor: Steaua României în grad de Mare Ofițer (primită în anul 1920), Coroana României în grad de Mare Cruce (1922), Polonia Restituta (1923), Ordinul Ferdinand I în grad de Mare Cruce (1935), Răsplata Muncii pentru Biserică etc.
Între 16 noiembrie 2016 și 16 februarie 2017 muzeul este gazda unei expoziții itinerante intitulate „Aurul și argintul antic al României”, ce include unele dintre cele mai vechi și valoroase obiecte realizate din aur și argint descoperite pe teritoriul României. Expoziția cuprinde peste 1.000 de piese și este concepută de Muzeul Național de Istorie a României din București. Exponatele cele mai vechi datează din mileniul al V-lea î.Hr., iar cele mai târzii, din secolul al VII-lea d.Hr. Sunt incluse piese din tezaurele de la Rădeni, Perșinari, Agighiol, Pietroasele, Apahida și Cluj-Someșeni. Muzeul de Istorie din Suceava a contribuit cu 10 piese, între care aplicile scitice de la Cajvana (secolul al VI-lea î.Hr.), pandantivul de la Rotopănești (secolul al V-lea d.Hr.) și tezaurul cu monede bizantine de la Udești (secolul al VII-lea d.Hr.).
După ce Buzduganul Regelui Ferdinand și Coroana de oțel a României – piese din tezaurul Muzeului Național de Istorie – poposesc la Suceava pentru a marca centenarul Marii Unirii, trei expoziții dedicate regilor care au condus România prezintă câteva dintre piesele de excepție din colecțiile aflate în patrimoniul Muzeului Național Peleș, aducând în atenția publicului o serie de obiecte emblematice ale colecțiilor regale. Cea dedicată lui Carol I este deschisă în perioada septembrie–noiembrie 2021, continuată, un an mai târziu, de cea dedicată lui Carol al II-lea, având subtitlul „Un rege controversat”. La 8 noiembrie 2023 are loc vernisajul expoziției „Ultimul rege al României” ce se axează pe figura și viața surprinzătoare a lui Mihai I. Tot acum, este prezentat un film din arhiva media a Muzeului Bucovinei, cu vizita familiei regale la Muzeul de Istorie din Suceava și la Cetatea de Scaun, din data de 16 august 1997.
Expoziția dedicată lui Iosif Berman (1890–1941), desfășurată pe parcursul lunilor aprilie și mai 2023, prezintă fotografii realizate de unul dintre cei mai importanți fotografi ai interbelicului românesc, născut în târgul Burdujeni, într-o familie de evrei. Cuprinde instantanee din centrul european al Capitalei, scene cotidiene din mahalalele Bucureștiului, imagini cu mănăstirile medievale românești în starea lor de conservare din interbelic, secvențe din viața familiei, cadre cu tematică etnologică ce redau imaginea satului tradițional. Fotografiile provin din arhivele Muzeului Țăranului Român, ale Muzeului Municipiului București, ale Bibliotecii Academiei Române și din colecția fiicei lui Iosif Berman, Luiza Berman, moștenită și pusă la dispoziție de jurnalista Adina Ștefan.
La 6 februarie 2024 este vernisată expoziția „Nicolae Iorga – 150 de ani de la naștere” ce are la bază piese din Colecția „Iorga-Pippidi”, donate Muzeului Național de Istorie a României de către istoricul Andrei Pippidi, nepotul lui Nicolae Iorga. Tot în 2024, pe 9 aprilie, are loc deschiderea unei ample expoziții dedicate lui Alexandru Ioan Cuza, ocazie cu care sunt aduse pentru prima dată în fața publicului sucevean exponate de valoare din patrimoniul mai multor muzee: tunica de ofițer de lăncieri, celebrul portret oficial pictat de Carol Popp de Szathmári, sabia de onoare dăruită de districtul Râmnicu Sărat în 1863, obiecte personale ale domnitorului și ale Doamnei Elena Cuza, documente legate de marile reforme ale lui Cuza, piese de mobilier, decorații etc.

## Imagini

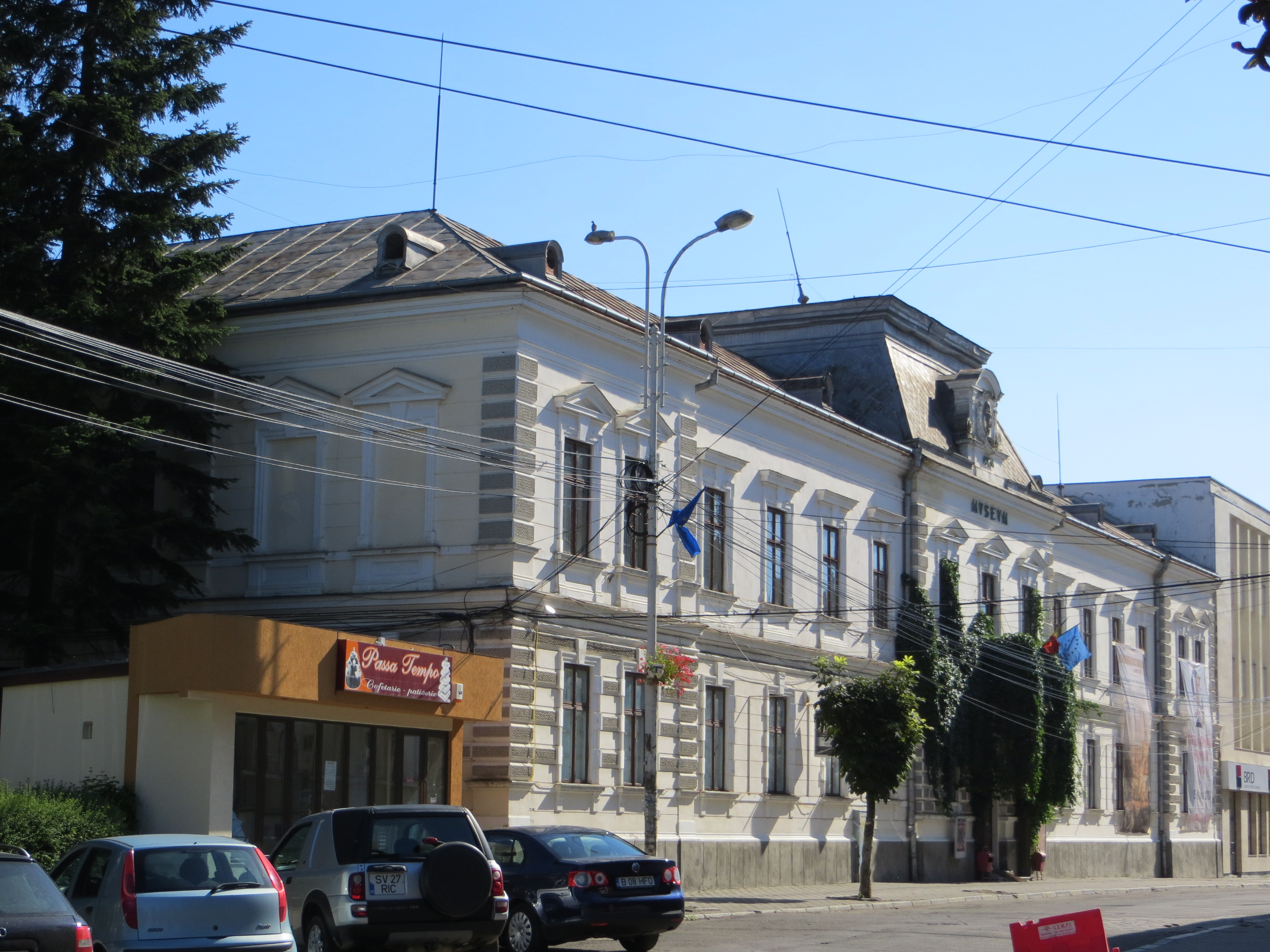
Muzeul Bucovinei și Muzeul de Istorie
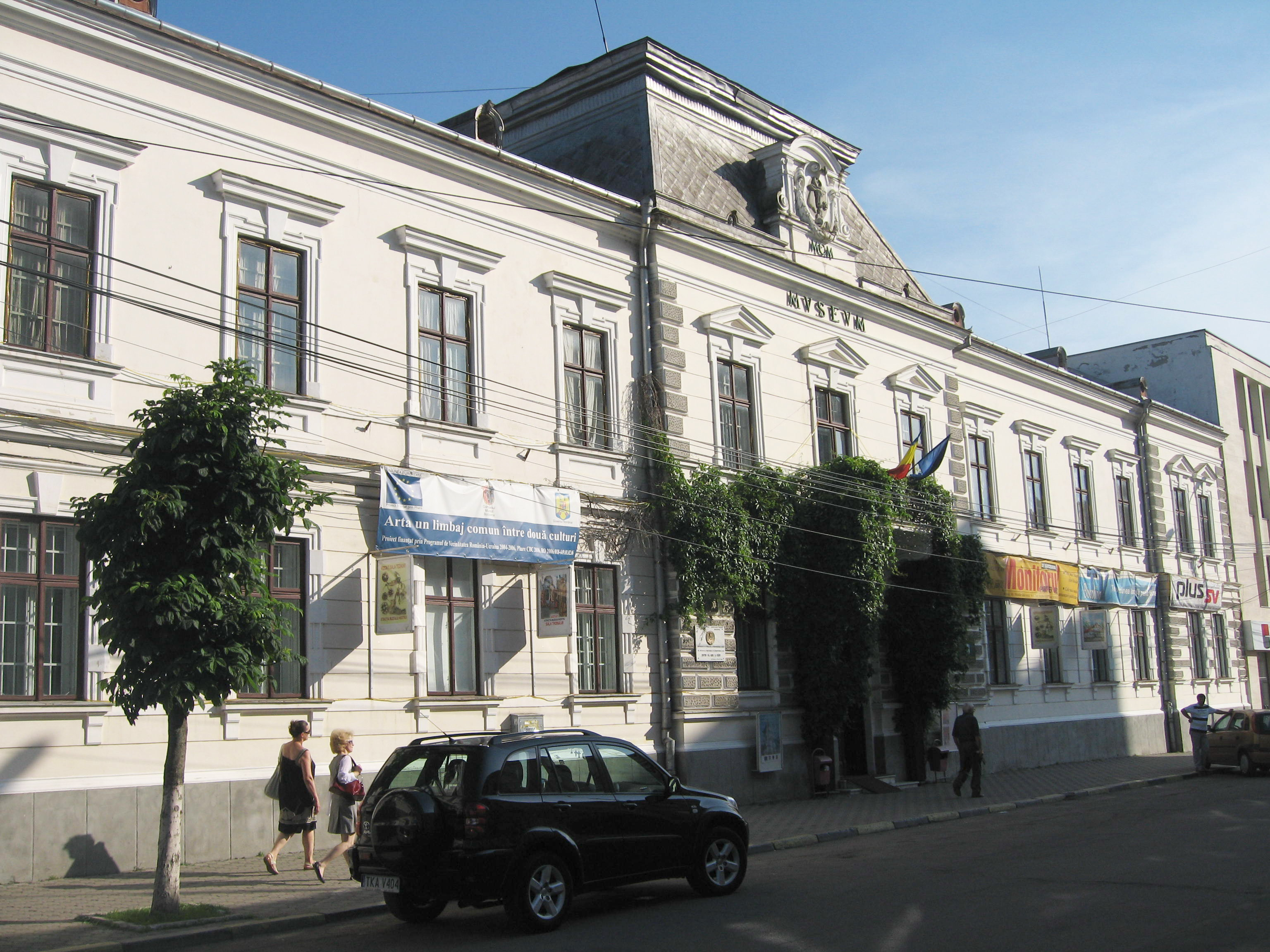
Muzeul Bucovinei și Muzeul de Istorie
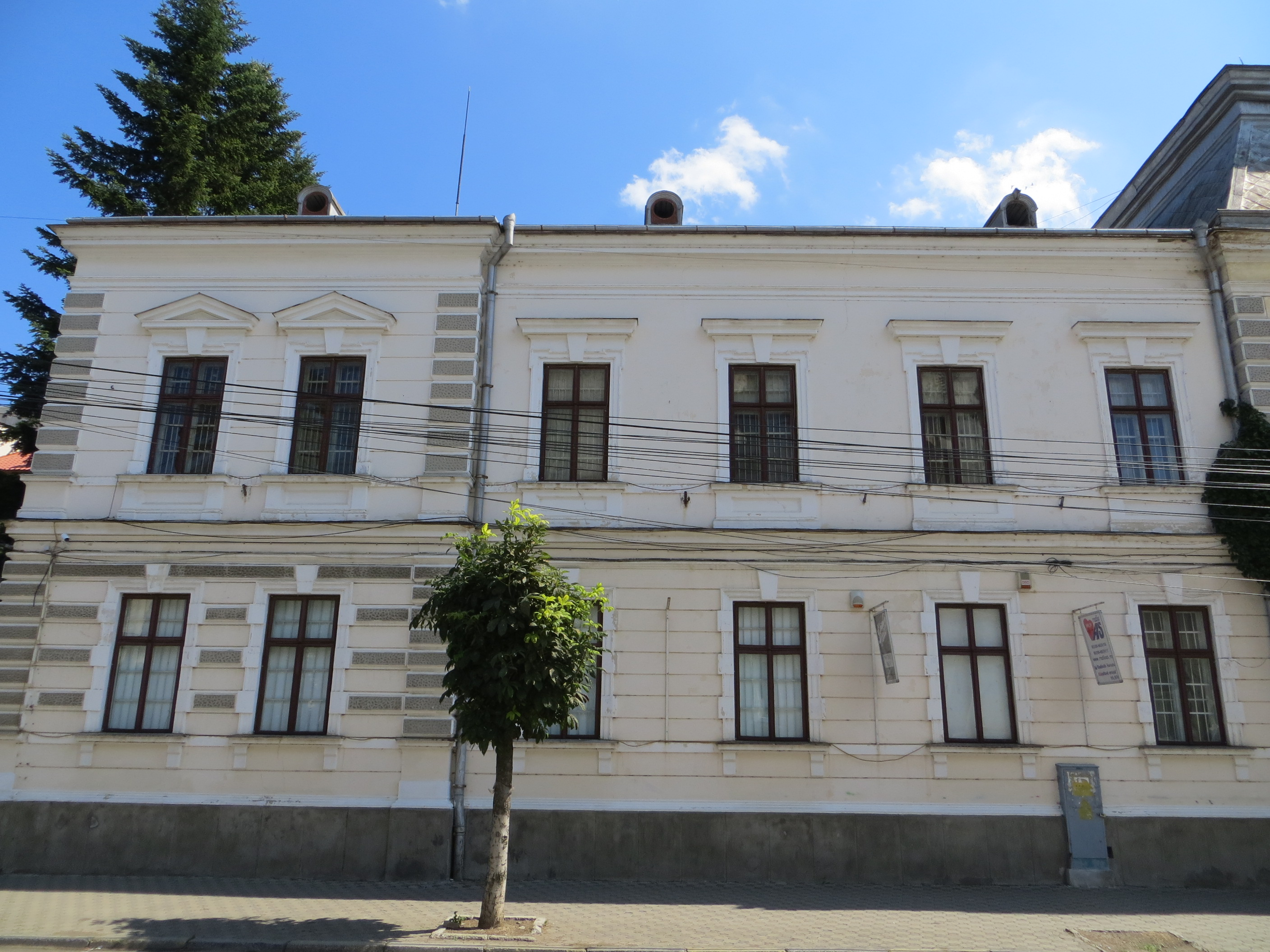
Muzeul Bucovinei și Muzeul de Istorie
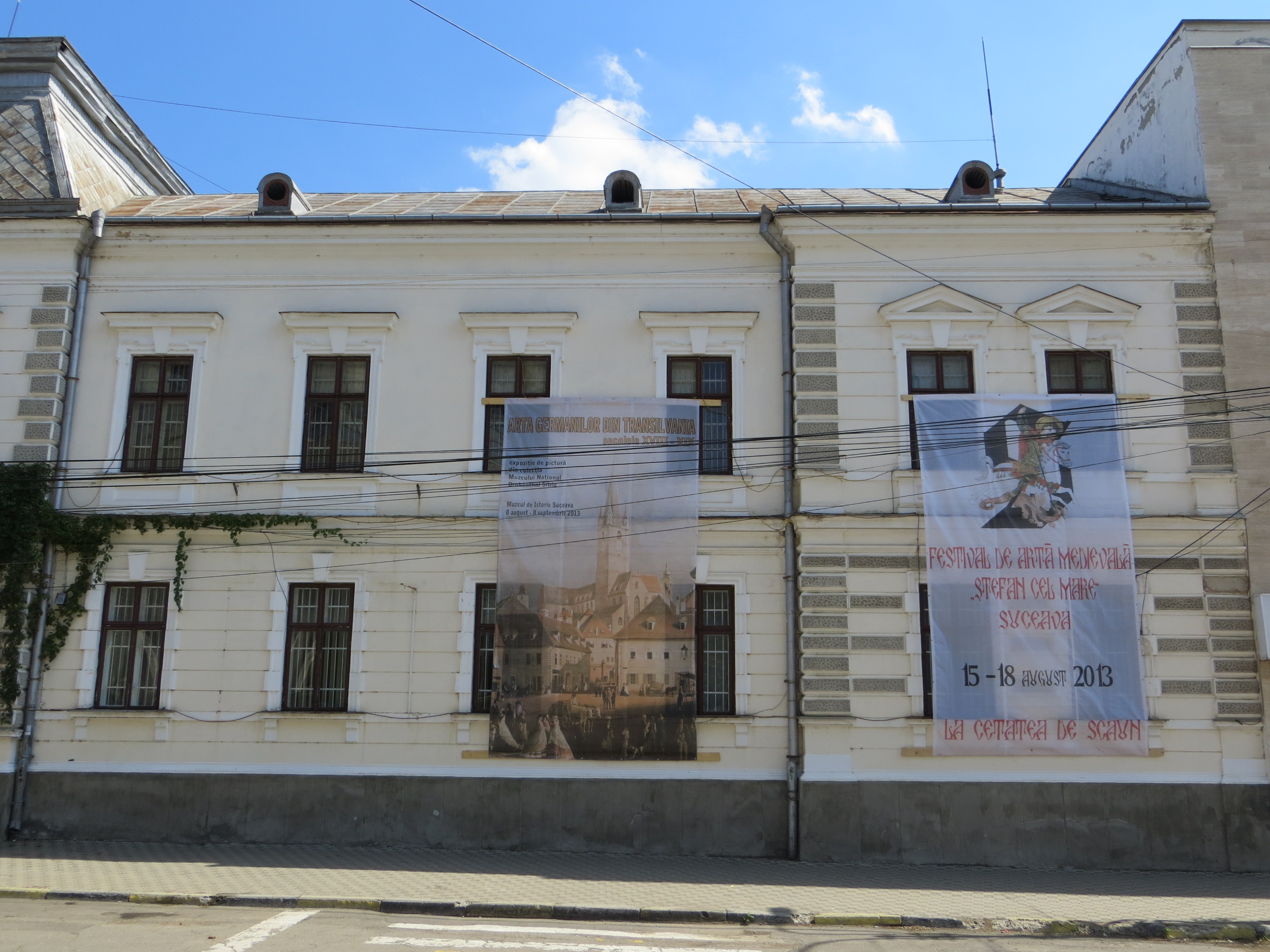
Muzeul Bucovinei și Muzeul de Istorie
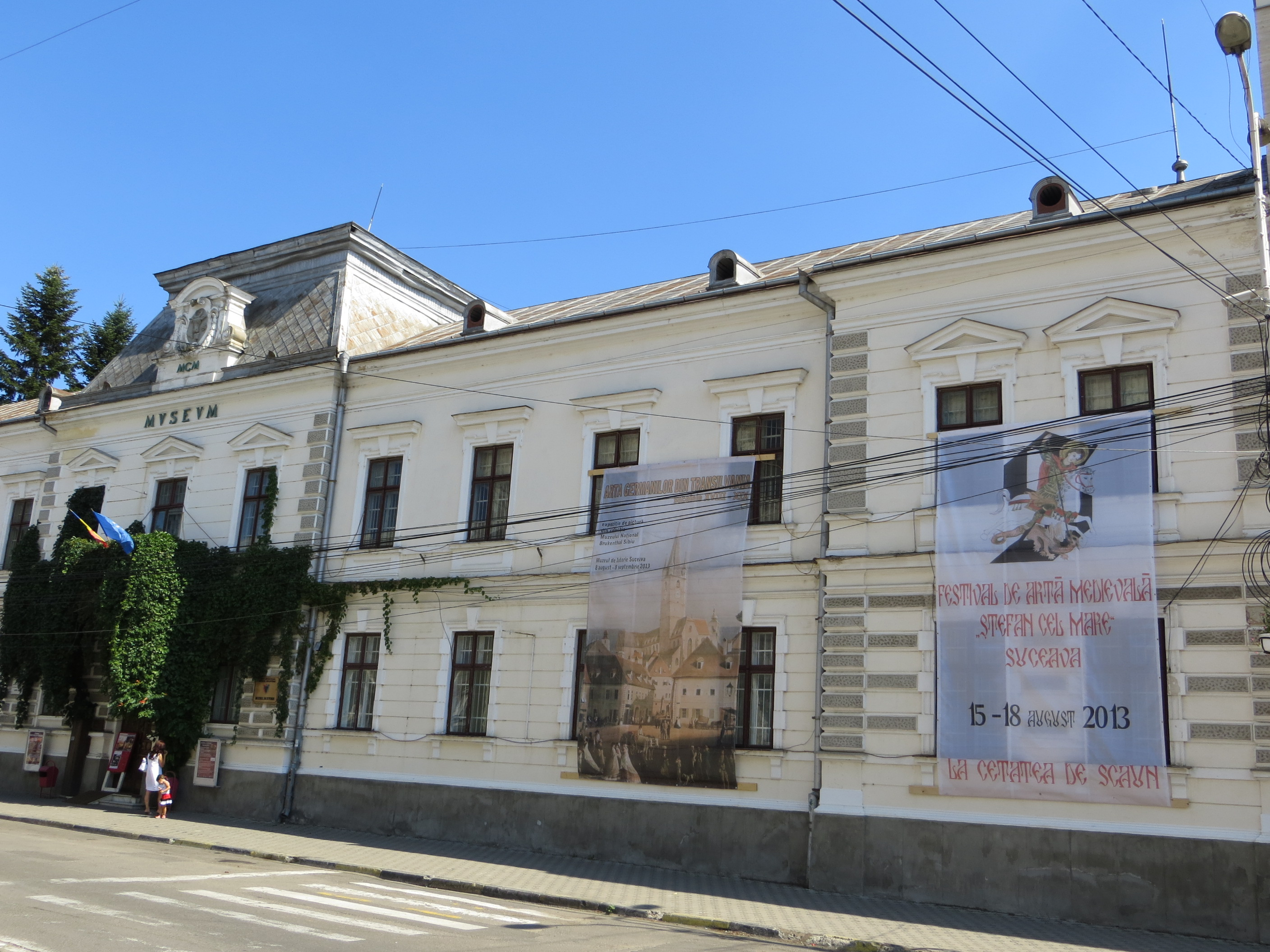
Muzeul Bucovinei și Muzeul de Istorie
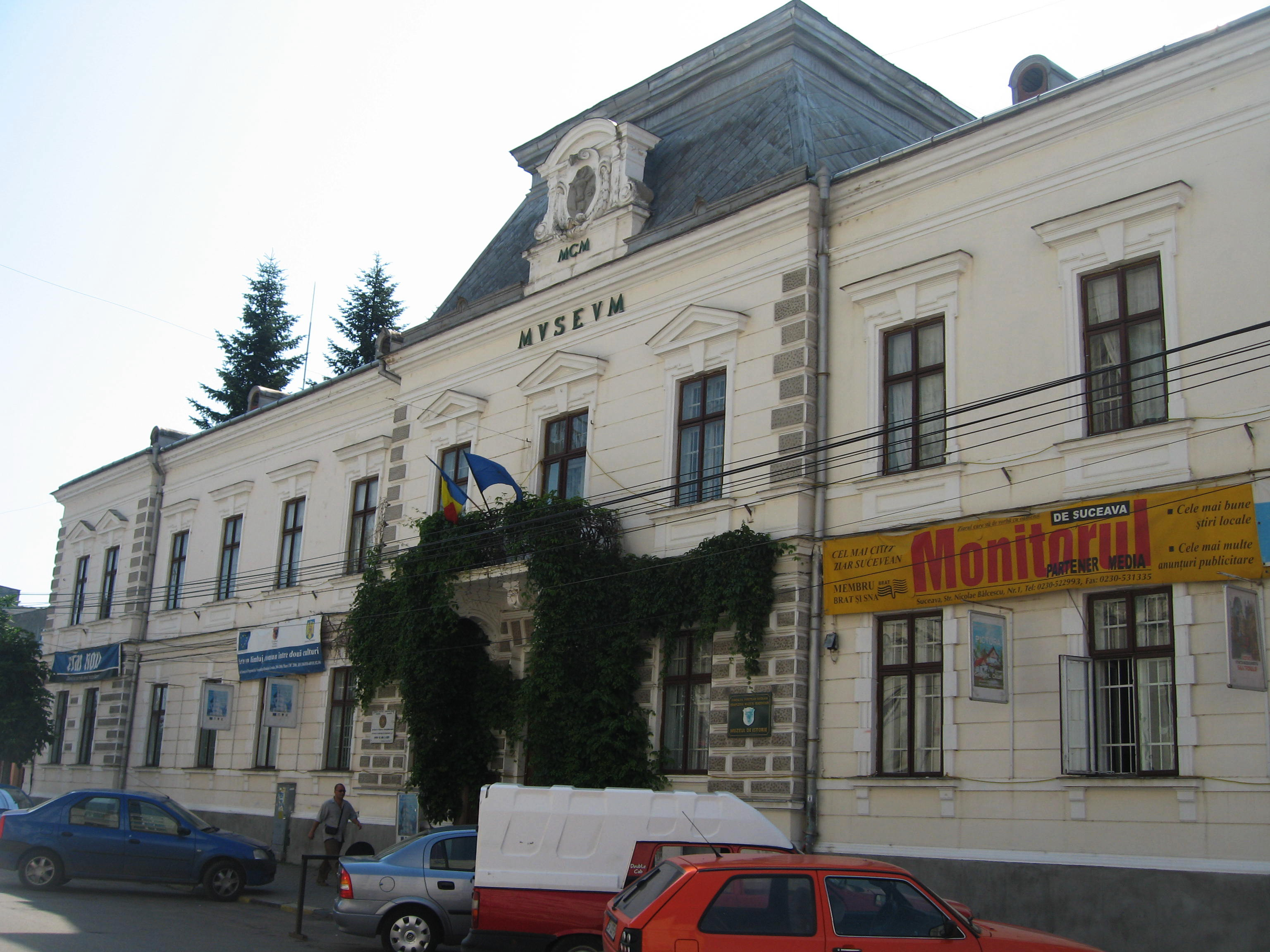
Muzeul Bucovinei și Muzeul de Istorie
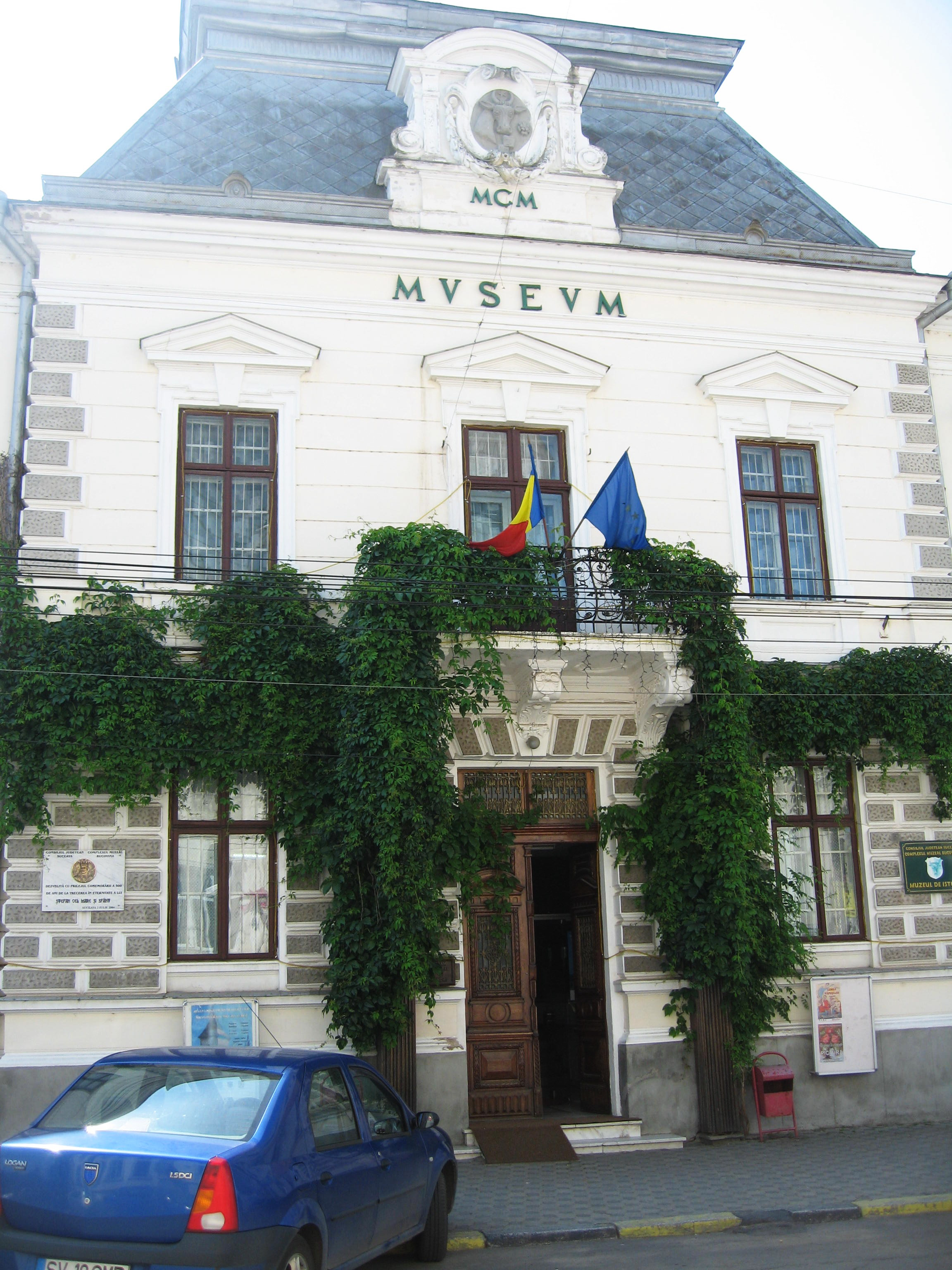
Muzeul Bucovinei și Muzeul de Istorie (intrarea principală)
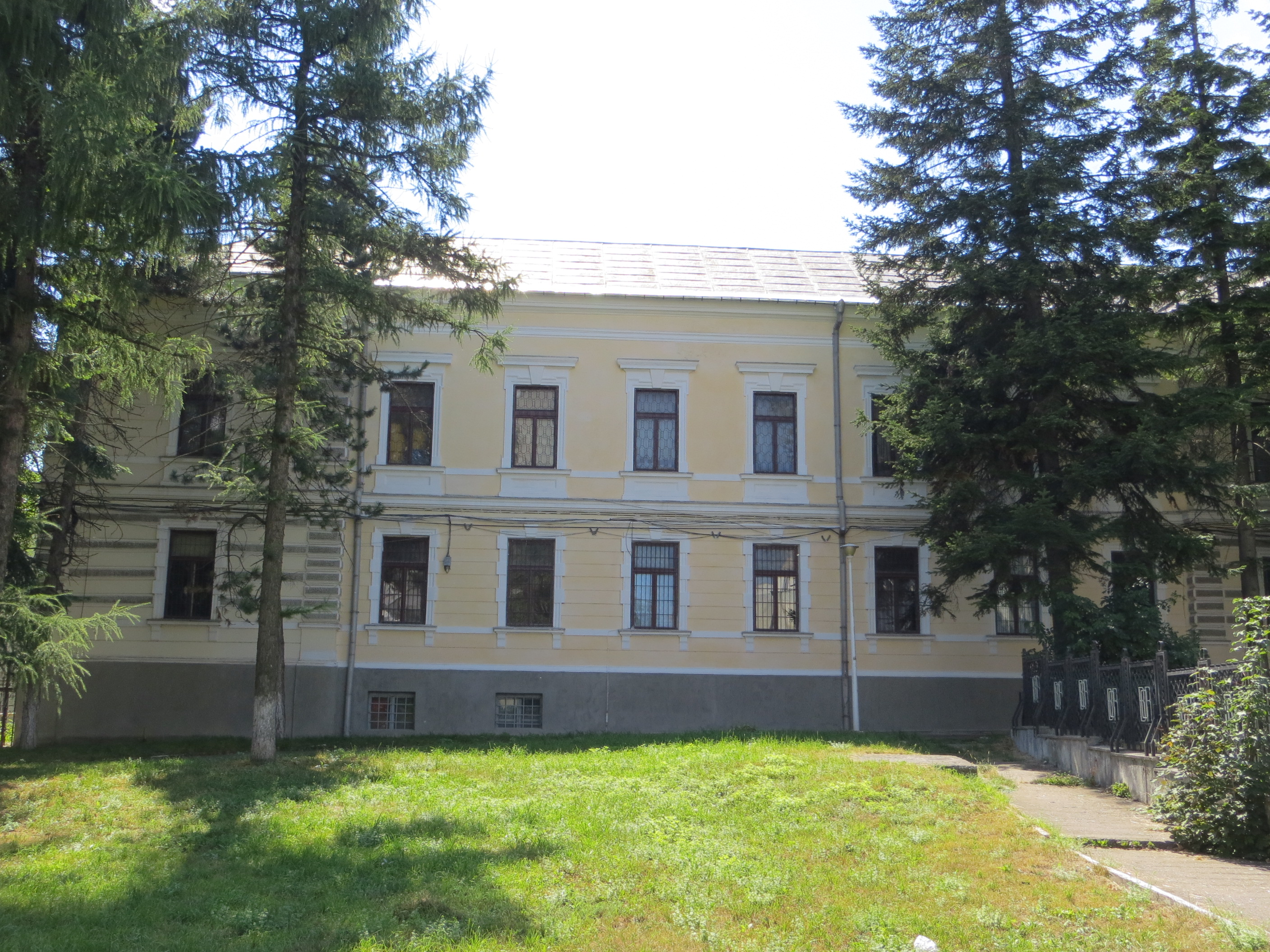
Muzeul Bucovinei și Muzeul de Istorie (aripa nordică)